# Guerra russo-turca (1877-1878)
La guerra russo-turca (in turco 93 Harbi; in russo Русско-турецкая война?, Russko-Turetskaya voyna 1877-1878) fu combattuta dall'aprile 1877 al marzo 1878 dall'Impero russo e i suoi alleati da un lato e dall'Impero ottomano dall'altro. Ebbe origine dalle sollevazioni del 1875 degli slavi cristiani dei territori dell'Impero ottomano in Europa. Tali rivolte furono appoggiate dalla Russia che in questi eventi vide una possibilità di estendere la sua influenza fino al Mediterraneo.
In difesa degli slavi, e dopo una preparazione diplomatica con le altre potenze, nell'aprile 1877 lo zar Alessandro II iniziò la guerra contro la Turchia facendo entrare il suo esercito nel Principato di Romania. Sebbene formalmente sottoposto ai turchi, il principe Carlo I di Romania, allo scopo di ottenere l'indipendenza del suo Paese, dichiarò guerra al sultano turco Abdul Hamid II.
Passato il Danubio, le forze russe e rumene entrarono nella Bulgaria turca, dove già l'anno prima le popolazioni si erano ribellate nella rivolta d'aprile. Dopo una serie di battaglie e il lungo assedio di Pleven, i russi ebbero ragione dell'esercito turco, arrivando all'inizio del 1878 alle porte della capitale ottomana Costantinopoli (oggi Istanbul).
La Gran Bretagna intanto, antagonista della Russia in Asia, aveva mandato come avvertimento la sua flotta nel mar di Marmara. Lo Zar si decise quindi alla pace e nel marzo del 1878 concluse il vantaggioso trattato di Santo Stefano rettificato poi dal congresso di Berlino.

## Dalla guerra di Crimea alla crisi nei Balcani
Nella guerra di Crimea del 1853-1856 la Russia era stata sconfitta da una coalizione di Stati formata da Impero Ottomano, Francia, Gran Bretagna e Regno di Sardegna. Le gravose clausole del Congresso di Parigi imposero a San Pietroburgo alcune perdite territoriali e la smobilitazione della flotta del Mar Nero. La Francia divenne allora la prima potenza continentale, mentre la Gran Bretagna rimaneva la più importante potenza coloniale.
La politica di Napoleone III di Francia ottenne nuovi successi militari con la Campagna d’Italia del 1859, durante la quale francesi e piemontesi sconfissero l'Austria, che fu ancora battuta dalla Prussia e dall'Italia nel 1866 nella guerra austro-prussiana.
Quest'ultimo evento fece crescere in Europa la potenza della Germania, la quale nel 1870 si scontrò con la Francia che fu catastroficamente sconfitta: con la guerra franco-prussiana e il crollo del Secondo Impero francese la prima potenza continentale divenne l'Impero tedesco. A questo punto la Russia, liberatasi del suo più importante nemico, la Francia, poté valutare la possibilità di una rivincita sui turchi.

## Il contesto internazionale
Nel 1875, alla vigilia delle rivolte nei Balcani che portarono alla crisi e poi alla guerra, gli interessi delle potenze erano in contrasto. La Russia si sentiva ancora umiliata per la sconfitta della guerra di Crimea e per le sue conseguenze. L'Austria considerava il Danubio la principale via di comunicazione economica dell'Impero e percepiva la Russia come un pericolo. Allo stesso modo la Gran Bretagna aveva bisogno dell'Impero ottomano per salvaguardare contro i russi le rotte commerciali del Mediterraneo orientale. Tali rotte erano infatti fondamentali per i collegamenti della Gran Bretagna con l'India dopo l'apertura del canale di Suez. La Francia, inoltre, era ancora la principale finanziatrice della Turchia, seguita dalla Gran Bretagna.
Tuttavia la Russia non appariva completamente isolata poiché nel 1873 era stata stipulata fra l'impero zarista, la Germania e l'Austria la Lega dei tre imperatori. L'intesa, che mirava a preservare i tre imperi conservatori dal pericolo rivoluzionario, costituiva infatti anche una base per eventuali accordi di politica estera. La Lega avvicinava soprattutto l'Austria alla Russia e poneva la Germania, la maggiore potenza dell'Europa continentale, in uno stato di neutralità e di arbitraggio nei confronti dei Balcani.

## Le rivolte nei Balcani e la politica europea (1875-1877)
Nella prima metà degli anni '70 dell'Ottocento l'Impero ottomano, benché debole e diviso, si estendeva in Europa fino alla Moldavia e alla Valacchia (cioè il Principato di Romania oggi parte della Romania); comprendeva l'attuale Bulgaria, buona parte dell'attuale Grecia nord-orientale, l'Albania, la Macedonia, il Kosovo, la Serbia, la Bosnia ed Erzegovina e il Montenegro.
Alcuni di questi possedimenti erano solo formalmente vassalli del sultano. Fra questi vi erano la Serbia e il Montenegro e il Principato di Romania.
La scintilla della rivolta contro gli ottomani non fu però innescata dalla Russia, ma dall'Austria, che non seppe poi controllare gli eventi. Nel maggio del 1875, infatti, l'imperatore austriaco Francesco Giuseppe, su suggerimento dei militari, intraprese un viaggio nei suoi possedimenti in Dalmazia, dove si propose quale protettore dei popoli slavi della Turchia europea.
Incoraggiati dall'Austria e fiduciosi in un aiuto della Russia, nel luglio del 1875 i contadini slavi dell'Erzegovina si ribellarono alle autorità turche, seguiti presto da quelli della Bosnia.

### Le proposte della Russia e il rifiuto della Gran Bretagna

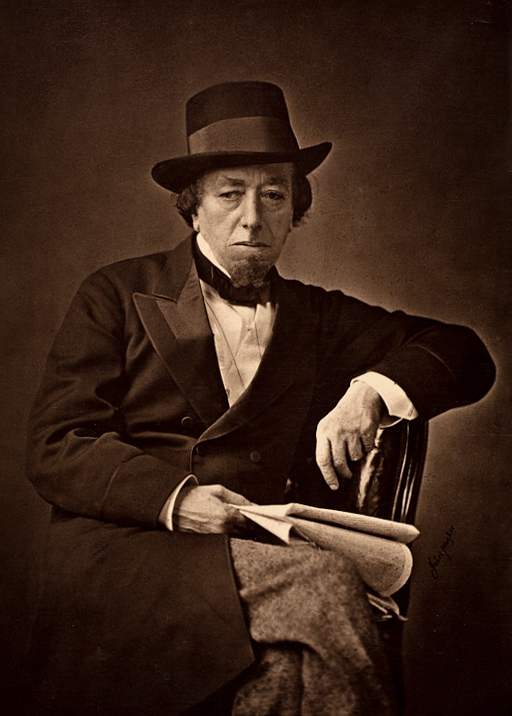
Il leader britannico Benjamin Disraeli difese la Turchia fino al diffondersi delle notizie sulle atrocità in Bulgaria.

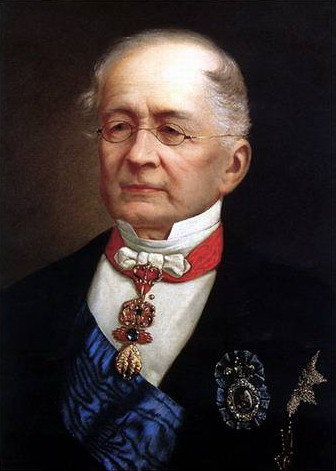
Il ministro degli esteri russo Aleksandr Michajlovič Gorčakov propose alle grandi potenze di imporre alla Turchia importanti riforme.

Alle prime iniziative diplomatiche dell'Austria, che non ebbero successo, la Russia chiese sempre il coinvolgimento della Francia. Ciò sia per poterla eventualmente contrapporre alla Germania, sia per evitare un fronte anti-russo come quello della guerra di Crimea.
Preoccupato dell'avvicinamento della Russia alla Francia, il cancelliere tedesco Otto von Bismarck l'11 maggio 1876 accolse a Berlino le compagini diplomatiche della Lega dei tre imperatori per un accordo preventivo. Oltre al Cancelliere e al ministro degli esteri austriaco Gyula Andrássy  partecipò al convegno anche il ministro degli esteri russo Aleksandr Michajlovič Gorčakov. Costui, nella speranza di creare degli Stati autonomi filo-russi nei Balcani senza implicazioni belliche per la Russia, presentò un piano in base al quale le sei grandi potenze sarebbero dovute intervenire per imporre alla Turchia delle serie riforme.
Questo memorandum, che prevedeva “misure efficaci” nel caso le riforme non fossero state applicate, fu limato secondo le esigenze della Lega e inoltrato alle altre tre potenze, Gran Bretagna, Francia e Italia il 13 maggio. Solo la Gran Bretagna lo respinse e, nella convinzione che si trattasse di un complotto che mirasse alla “disintegrazione della Turchia”, il primo ministro britannico Benjamin Disraeli inviò la flotta alle porte dello stretto dei Dardanelli, la stessa mossa che aveva dato inizio alla guerra di Crimea. Fu chiaro che qualsiasi accordo del consesso europeo sulla questione era ormai improbabile. In Turchia, intanto, per il perdurare della crisi politica ed economica, il sultano Abdul Aziz fu deposto da un gruppo di ufficiali (sarà trovato morto qualche giorno dopo), mentre la rivolta slava, da aprile, si estendeva alla Bulgaria.

### La rivolta d'aprile in Bulgaria

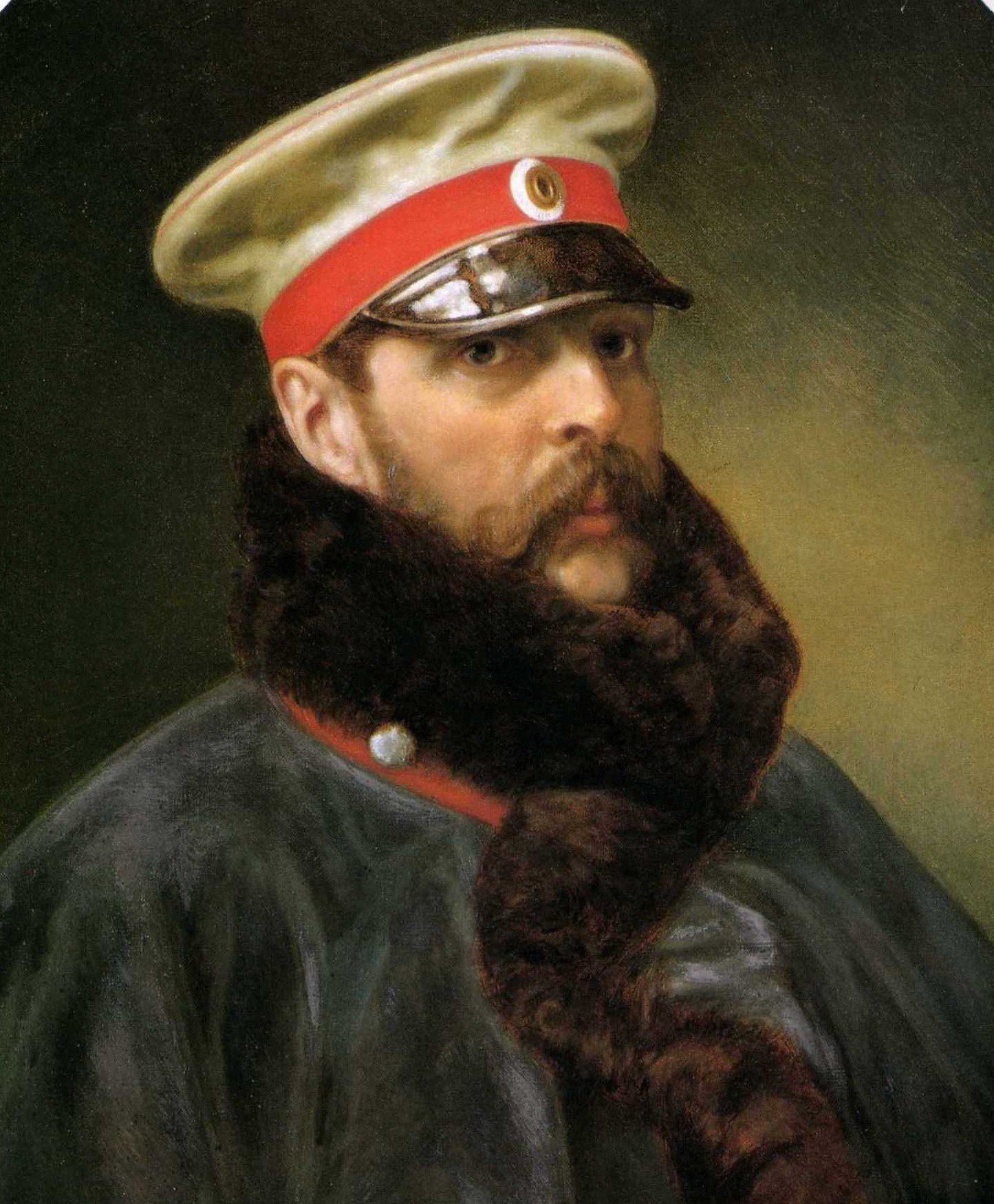
Alessandro II di Russia sfruttò la situazione nei Balcani per dichiarare guerra alla Turchia e allargare la sua influenza nella regione.

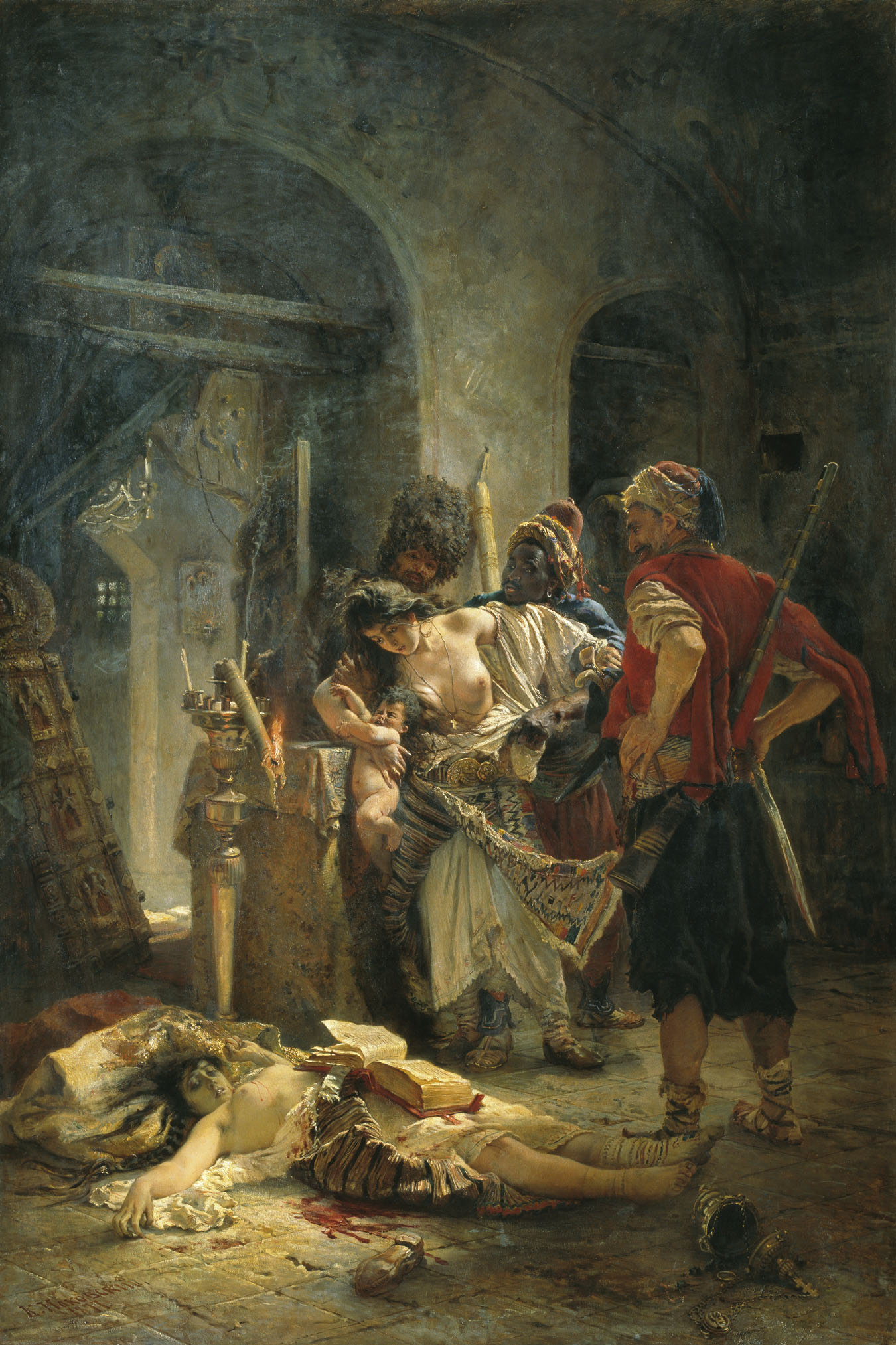
Le atrocità dei turchi commesse sulla popolazione bulgara durante la rivolta d'aprile del 1876.

Forte dei documenti che le fornivano indizi, se non prove, dell'appoggio della Russia ai movimenti rivoluzionari, il governo di Costantinopoli allo scoppio dei moti in Bulgaria considerò la situazione molto grave e diede mano libera ai circassi che vivevano nella regione di sopprimere la rivolta.
Fin dal gennaio 1876 i bulgari avevano presentato invano delle rimostranze al primo ministro turco, il gran visir Mahmud Nedim Pascià (1818-1883). Ad aprile erano scoppiate le prime rivolte che erano sfociate in atti di violenza contro le autorità turche. Anche i serbi si lasciarono andare a gravi eccessi contro i musulmani così che il fanatismo di questi ultimi non ebbe più argini. Le crudeltà perpetrate dai circassi e dai basci-buzuk (le milizie irregolari dell'esercito ottomano) sui bulgari produssero nella stampa europea la più profonda indignazione.
Il 2 luglio 1876 la Serbia e il Montenegro dichiararono guerra all'Impero Ottomano. Iniziava la guerra serbo-turca che terminerà all'inizio del 1877 con la sconfitta della Serbia e riprenderà nel dicembre dello stesso anno confluendo negli eventi della guerra russo-turca.

### La Russia verso l'intervento e la questione della Bosnia
Per ottemperare agli obblighi della Lega dei tre imperatori che prevedevano di risolvere amichevolmente i contrasti,  lo zar Alessandro II e il suo ministro degli Esteri Gorčakov incontrarono a Reichstadt (oggi Zákupy, in Boemia) l'8 luglio 1876 l'imperatore d'Austria Francesco Giuseppe e il ministro Andrássy. Nell'accordo le due nazioni decisero di non intervenire, ma se la Turchia avesse avuto la meglio sui nemici non le sarebbe stato permesso di beneficiare della vittoria. Se invece fosse stata sconfitta, la Russia avrebbe ripreso la parte della Bessarabia che aveva perso dopo la guerra di Crimea, mentre l'Austria si sarebbe annessa la Bosnia (senza alcuna specifica se si trattasse dell'intera provincia o se fosse compresa anche l'Erzegovina).
Ma in autunno le cose cambiarono: la Serbia era stata sconfitta dai turchi e Alessandro II non era più disposto a sopportare l'”umiliazione” del malgoverno turco sugli slavi cristiani. Egli era in Crimea, circondato da un entourage di personaggi panslavisti, convinto (giustamente) che le atrocità commesse dai turchi in Bulgaria avrebbero impedito alla Gran Bretagna di intervenire in loro aiuto.
A settembre intanto erano ripresi i colloqui diplomatici e militari fra Russia e Austria. Lo Zar aveva infatti la necessità, in caso di entrata in guerra contro la Turchia, di non ritrovarsi nella stessa situazione strategica della guerra di Crimea, con buona parte dell'esercito schierato contro l'Austria nel timore di un suo attacco.
Andrássy chiese (in caso di sconfitta della Turchia) l'annessione della Bosnia ed Erzegovina, in base a un'interpretazione a suo favore dell'accordo di Reichstadt. In cambio l'Austria prometteva la sua benevola neutralità. A novembre le modalità militari dell'intesa giunsero a una forma conclusiva e soddisfacente per entrambe le parti. Tuttavia il trattato relativo venne firmato a Budapest solo il 15 gennaio 1877 e la convenzione politica dalla quale dipendeva il 17 marzo (ma retrodatata al 15 gennaio).
Così, l'11 novembre 1876, nel suo viaggio di ritorno a San Pietroburgo, Alessandro II tenne a Mosca un sorprendente discorso che si concluse con le parole: «Possa il Signore aiutarci ad adempiere la nostra sacra missione».

### La conferenza di Costantinopoli
L'ultimo tentativo utile di risolvere la questione pacificamente fu fatto dalla Gran Bretagna che nel novembre 1876 propose una conferenza europea a Costantinopoli. Il delegato britannico Robert Salisbury, contrariamente al primo ministro Disraeli, riteneva che la rovina della Turchia fosse imminente e auspicabile. Egli lavorò quindi in accordo con il delegato russo Nicolaj Pavlovič Ignat'ev (1832-1908). La conferenza, che si era riunita a dicembre, propose riforme radicali, fra cui l'autonomia della Bulgaria.
I turchi respinsero le proposte ricorrendo all'espediente di proclamare una Costituzione imperiale e sostenendo che ogni innovazione dovesse passare per un'assemblea costituente che in effetti non si riunì mai. I turchi facevano in buona sostanza assegnamento sull'appoggio inglese, ma l'eco delle repressioni in Bulgaria impedì a Disraeli di proseguire la sua politica filo-turca: l'Impero Ottomano era ormai completamente isolato.

## La dichiarazione di guerra di Russia e Romania

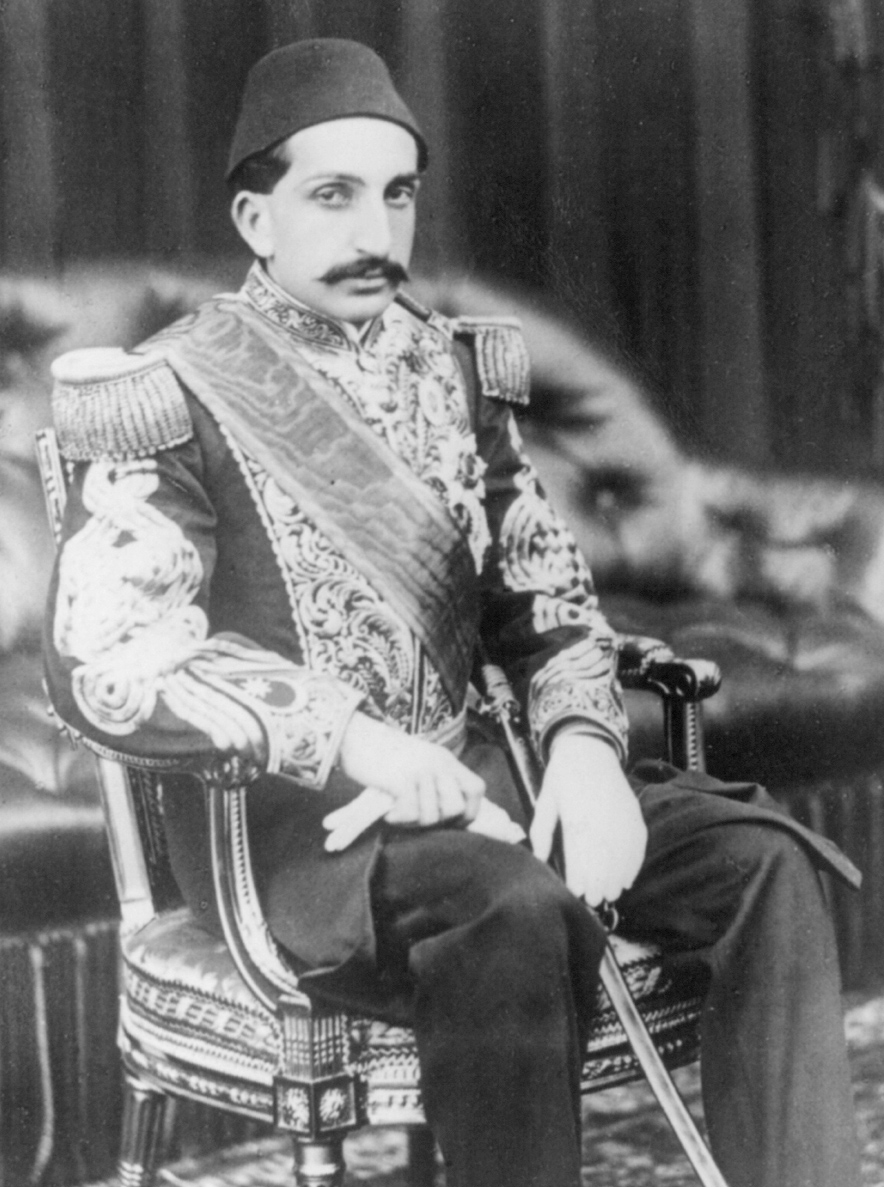
I buoni rapporti del sultano Abdul Hamid II con la Gran Bretagna non furono sufficienti a liberare la Turchia dall'isolamento.

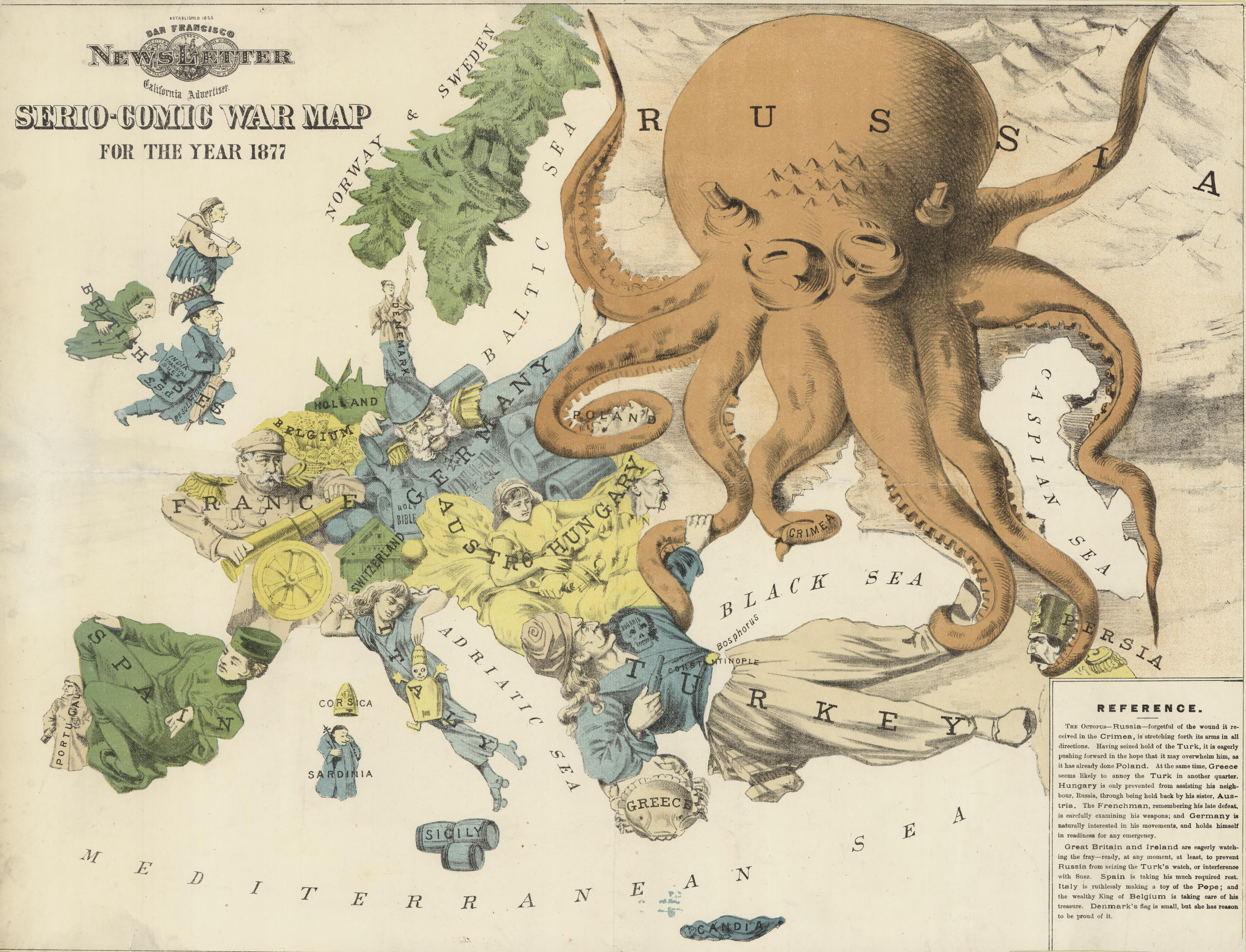
Come gli inglesi russofobi vedevano la situazione europea allo scoppio della guerra russo-turca.

Il 13 aprile 1877 fu riunito a San Pietroburgo il gran consiglio di guerra, nel quale venne deliberata la mobilitazione di tutto l'esercito russo. Il 24 aprile, sebbene il governo del nuovo sultano Abdul Hamid II avesse ancora invocato la mediazione delle potenze, lo zar Alessandro II emanò da Kišinëv (oggi Chișinău) la dichiarazione di guerra contro la Turchia.
Il giorno dopo, il 25 aprile, la Francia dichiarò la sua incondizionata neutralità, il 29 fece lo stesso l'Italia; la seguì la Gran Bretagna il 30 e l'Austria il 4 maggio, con cui si sottintese quello della Germania data la Lega dei tre imperatori. Ma il 6, il ministro degli esteri del governo Disraeli, Edward di Derby, annunciò un dispaccio a San Pietroburgo nel quale si precisava che la Gran Bretagna sarebbe rimasta neutrale se fossero rimasti in gioco solo gli interessi della Turchia. Viceversa, sarebbe intervenuta a difesa delle comunicazioni fra l'Europa e l'Oriente (che passavano per il canale di Suez) o a difesa dei suoi interessi a Costantinopoli se quest'ultima fosse stata attaccata.
A fronte di questa situazione diplomatica relativamente favorevole, la Russia non poteva contare su un'altrettanto benevola situazione strategico-militare. La marina del Mar Nero era pressoché inesistente così che i rinforzi e gli approvvigionamenti sarebbero dovuti viaggiare via terra. Al contrario la Turchia disponeva di una flotta adatta a difendere il basso Danubio e Costantinopoli. Inoltre, la riforma dell'esercito russo, iniziata nel 1863, nel 1877 non era ancora giunta a compimento. Per queste ragioni risultava decisiva la posizione politica del Principato di Romania, lo stato vassallo dell'Impero ottomano che faceva da cuscinetto fra la Russia e la Turchia europea vera e propria (che a nord iniziava all'attuale confine rumeno-bulgaro).
Il Principato di Romania era retto dal 1866 da Carlo I, nato in Baviera e di origini tedesche. La sua politica rispetto alla guerra fra Serbia e Turchia fu di neutralità ma si evolse in modo da mirare alla completa indipendenza dall'Impero ottomano. Il 16 aprile 1877 i rumeni vennero così ad un accordo con i russi, il quale prevedeva «che il governo rumeno assicurava alle forze russe il libero transito, e un trattamento quale ad esercito amico; che pertanto alla Romania, per effetto di codesto passaggio, non doveva derivarne inconveniente alcuno o pericolo […]».
In seguito all'accordo, il 24 aprile (giorno della dichiarazione di guerra della Russia) l'esercito russo cominciò a passare pacificamente il confine settentrionale della Romania. L'8 maggio, per rappresaglia, la città al confine meridionale rumeno di Calafat fu bombardata dai turchi: i rumeni risposero al fuoco e il 13 dichiararono guerra all'Impero ottomano.

## Le forze in campo sul fronte europeo

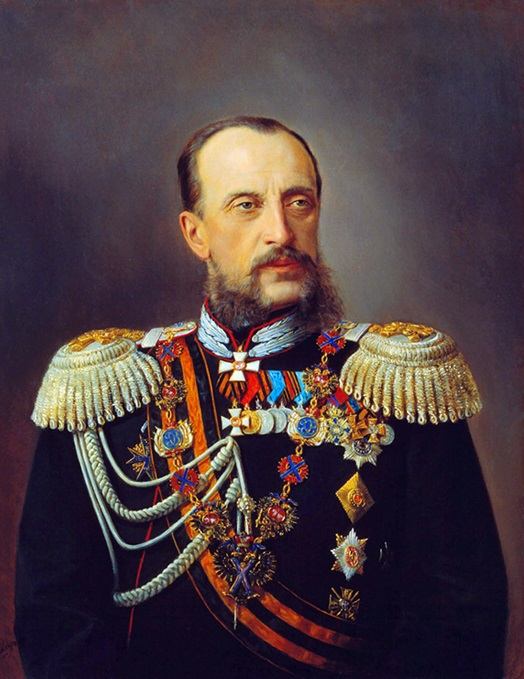
Il granduca Nicola, fratello minore dello Zar, era il comandante dell'armata russa nei Balcani.

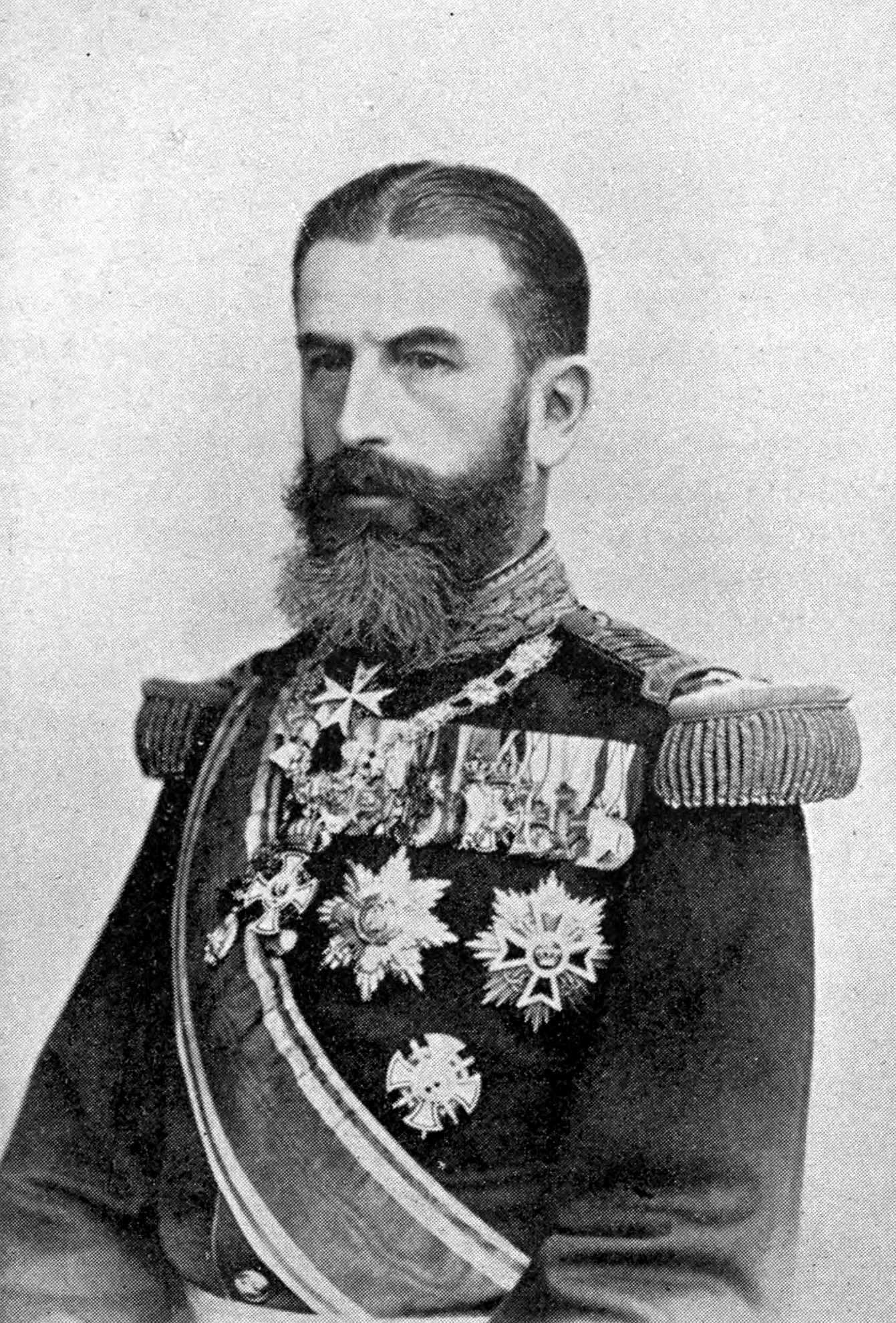
Il principe Carlo di Romania mise a disposizione dei russi il suo esercito dando un contributo decisivo alla guerra.

La mobilitazione russa del 1876 fu di gran lunga più rapida delle precedenti. I vari contingenti si trovarono, in media, ai loro posti di concentramento già al decimo giorno. L'armamento di una gran parte dell'esercito dello Zar con il fucile Berdan (di costruzione russa) poté parimenti considerarsi un progresso considerevole.
La Russia aveva preparato già da molto tempo il suo attacco contro l'Impero ottomano. Dal lato europeo già dal 13 novembre 1876 aveva concentrato nei suoi distretti meridionali 6 Corpi d'armata: dal 7° al 12°. Di questi l'8°, comandato da Fëdor Fëdorovič Radeckij, il 9° da Nikolaj Pavlovič Kridener (1811-1891), l'11° da Aleksej Ivanovič Šachovskoj (1821-1900) e il 12° da Pëtr Semënovič Vannovskij (1822-1904) dovevano costituire l'esercito di manovra vero e proprio. Con ulteriori rinforzi, nel giugno del 1877, l'esercito russo accampato ai confini della Turchia europea ammontava a circa 300000 uomini. Il comandante in capo di queste truppe era il granduca Nicola Romanov, fratello minore dello Zar.
In Romania, invece, la mobilitazione fu ordinata l'8 aprile (un mese prima del bombardamento di Calafat) e il principe Carlo assunse il comando dell'esercito forte di 50000 uomini e diviso in due Corpi. Tale contingente in caso di bisogno poteva aumentare fino a 100000 uomini.
Sull'altro fronte, il capo delle forze turche in Europa era l'anziano Abdülkerim Nadir Pascià che disponeva di una quantità di piccole unità sparse nei Balcani. La sua armata, al momento del passaggio delle forze russe del Danubio (ovvero ai primi di giugno), ammontava approssimativamente a 210000 uomini. Tali truppe risultarono subito insufficienti e Abdülkerim iniziò a tempestare il suo governo con richieste di rinforzi.

## L'avanzata russa in Romania fino al Danubio (aprile-giugno 1877)

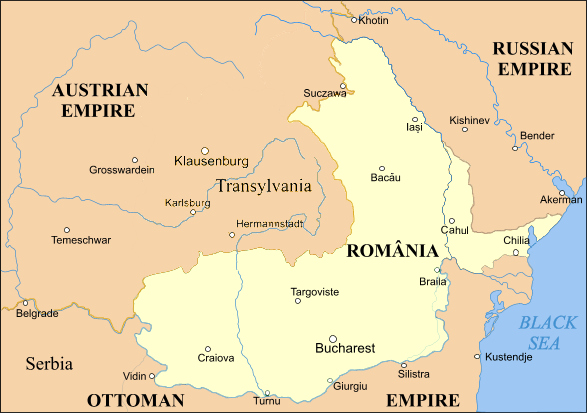
All'epoca il principato di Romania comprendeva le sole Valacchia e Moldavia, mentre la Transilvania faceva parte dell'Impero austriaco.

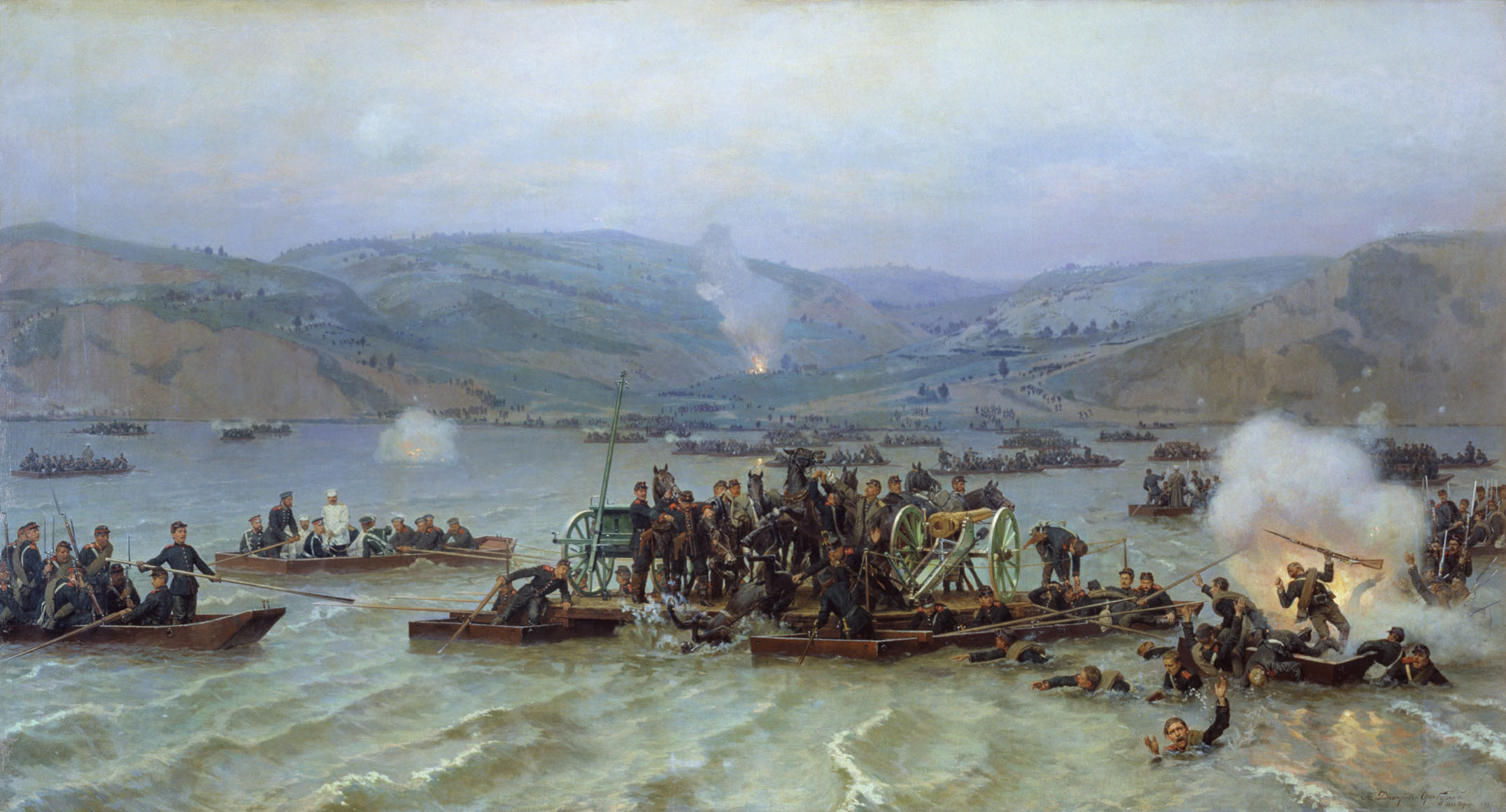
La prima importante azione della guerra in Europa: i russi attraversano il Danubio presso Zimnicea nel giugno 1877.

Benché alcune unità leggere russe fossero penetrate in Romania il giorno prima, secondo i rapporti ufficiali il passaggio del confine iniziò il 24 aprile 1877. L'esercito avanzante verso sud si dispose in quattro colonne: la destra (cioè quella più a ovest) si diresse verso i dintorni di Bucarest; stesso obiettivo, ma con un altro percorso, per quella di centro, comandata da Vannovskij; quella di sinistra, comandata da Radeckij, procedette parte verso Giurgiu (a sud di Bucarest, a pochi chilometri dal Danubio), parte dietro alla colonna di Radeckij e parte verso Silistra (sul Danubio, in Bulgaria). Infine, il Corpo assegnato al basso Danubio (ancora più a est, ma a nord, dove il fiume devia alla fine del suo percorso) comandato da Šachovskoj, puntò su Galați, Brăila e Izmaïl.
Per l'avanzata delle grosse unità russe fino alla parte centrale del confine fra Romania e l'attuale Bulgaria erano necessarie diverse settimane, e in alcuni casi, mesi, nonostante la Romania rispettasse gli accordi che prevedevano piena assistenza all'esercito dello Zar. Il governo rumeno concedeva infatti all'alleato l'uso delle linee di comunicazione, comprese le ferrovie, delle poste e di tutte le risorse per le necessità dell'approvvigionamento e dei trasporti.
La zona del Danubio più vicina alla Russia, e cioè quella presso la foce, fu interessata dai primi combattimenti sul fiume. Dopo varie azioni delle avanguardie, già alla fine di maggio le unità russe avrebbero potuto attraversare il basso corso del Danubio su un ponte di 1200 metri costruito a Brăila. Il livello dell'acqua era però troppo alto da consentire il passaggio delle truppe. Due reggimenti dello Zar si imbarcarono quindi più a sud, di fronte a Bugeac (oggi Ostrov) e dopo un vivo combattimento riuscirono ad impadronirsi dell'altra riva. I turchi si ritirarono e i russi occuparono a nord Măcin, Tulcea (nella zona del delta del Danubio) e Hârșova. Trattenutisi al Vallo di Traiano, i russi conquistarono poi tutta la Dobrugia che, data la deviazione a nord del Danubio, era la zona più difficile da difendere del fronte.

### Il passaggio del Danubio a Zimnicea
I preparativi per il passaggio del Danubio nella zona centrale del confine rumeno furono di gran lunga più difficili. Mentre si bonificava l'area fluviale dagli ordigni e dalle imbarcazioni della Marina turca che ne impedivano il passaggio, il granduca Nicola decise che il punto più adatto all'attraversamento fosse di fronte alla città bulgara di Svištov. Base logistica per il passaggio fu la città rumena di Zimnicea verso cui fu inviata la 14ª Divisione dell'8º Corpo d'armata comandata da Michail Ivanovič Dragomirov (1830-1905). Il passaggio delle avanguardie della divisione russa ebbe inizio a bordo di varie imbarcazioni il 27 giugno 1877 alle 2 del mattino. Presi alla sprovvista, gli uomini del Sultano non riuscirono ad evitare lo sbarco e l'avanzata russa verso Svištov. Dopo un breve combattimento i turchi si ritirarono e i bulgari che abitavano la città la consegnarono ai russi. Nei giorni successivi la testa di ponte fu consolidata tanto da consentire allo zar Alessandro II di passare il fiume e assistere a un Tedeum nella chiesa di Svištov.

## La prima fase della guerra in Asia (aprile-giugno 1877)

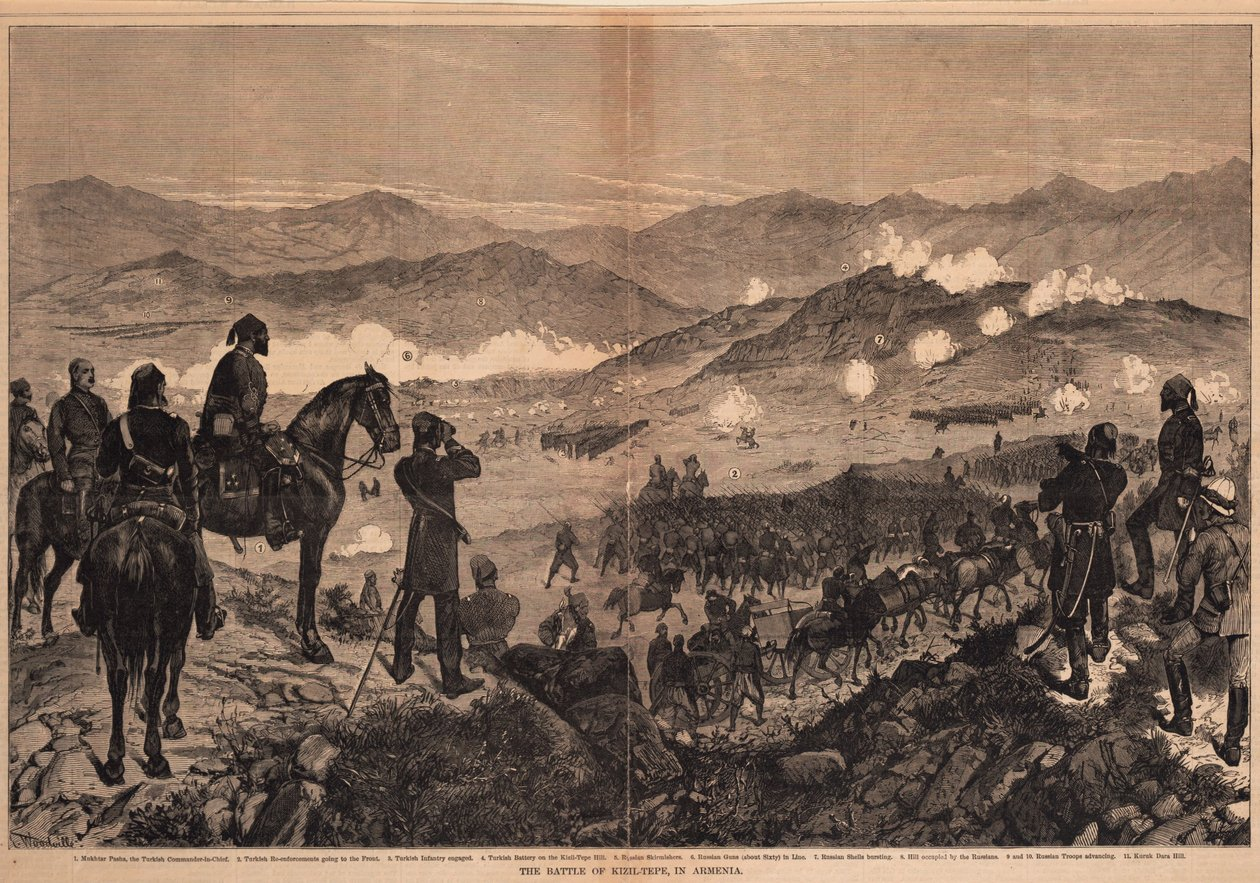
I turchi respingono l'avanzata russa in Anatolia nella battaglia di Kizil Tepe del 25 giugno 1877.

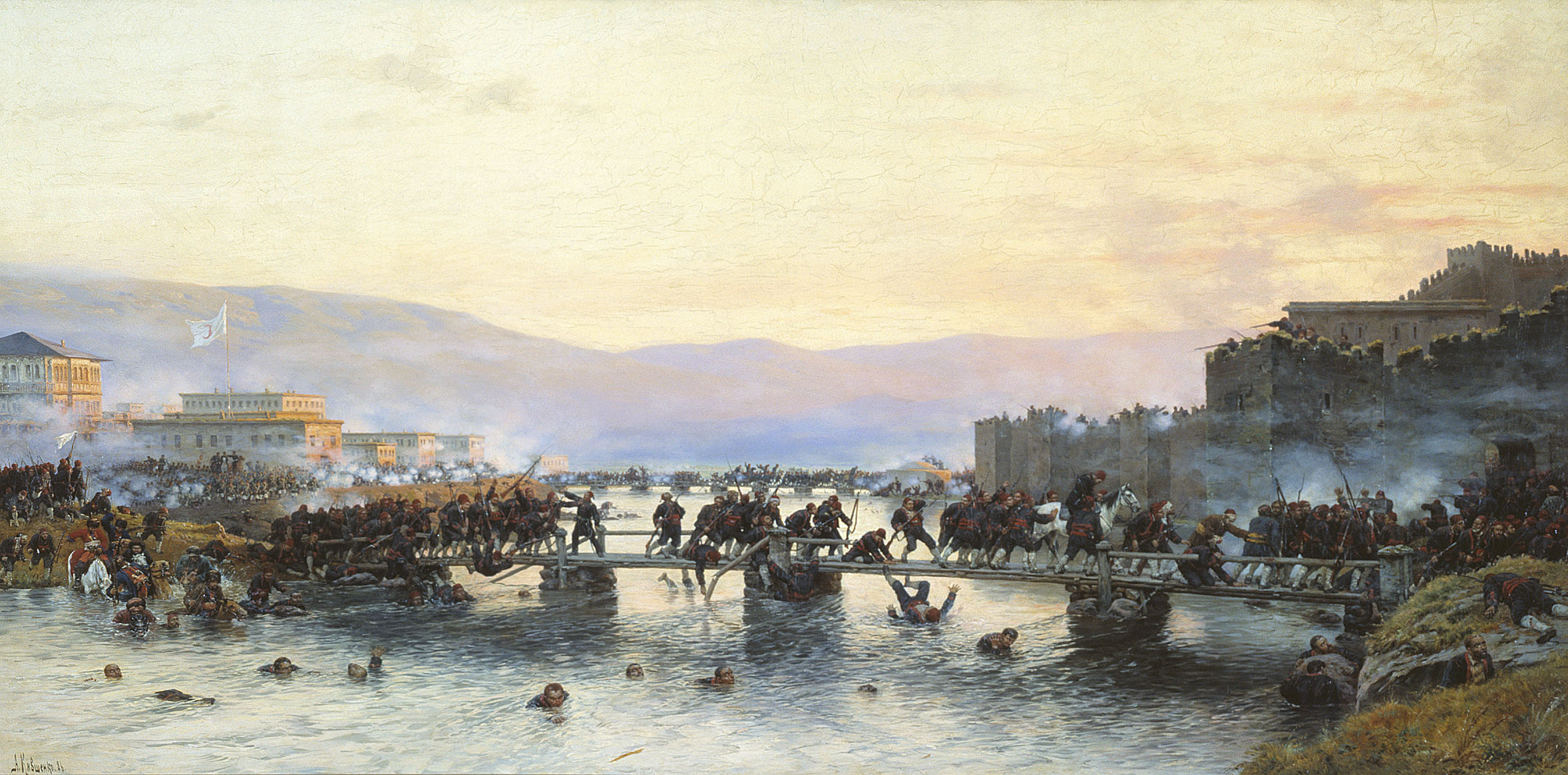
La ritirata delle truppe turche dalla fortezza di Ardahan (Anatolia) assalita dai russi il 17 maggio 1877.

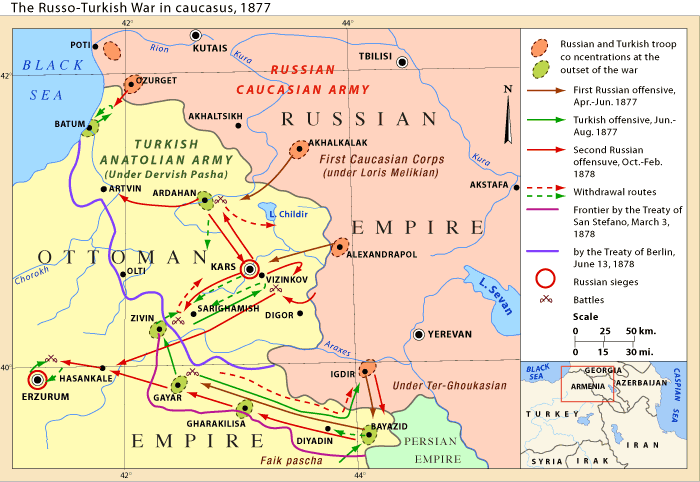
Le operazioni sul fronte asiatico nel 1877 (frecce marroni per i russi e verdi per i turchi) e nel 1878 (frecce rosse per i russi).

In Asia, intanto, un altro fratello minore dello Zar, il granduca Michele, ricopriva l'incarico di governatore di Tbilisi e come tale era anche capo della milizia locale, ma il comando dell'armata russa ivi dislocata spettava al generale Michail Tarielovič Loris-Melikov. Costui allo scoppio della guerra comandava un contingente di 120000 uomini, schierati di fronte a un numero poco inferiore di turchi. Qui i russi si trovavano in maggiori difficoltà che in Europa, poiché il teatro nella regione caucasica, per la natura del suolo fortemente accidentato e per le particolari condizioni climatiche, offriva ad un esercito attaccante pesanti difficoltà operative.
Il 24 aprile 1877, all'apertura delle ostilità, le forze russe entrarono in Turchia da est avendo come obiettivo principale la fortezza montana di Kars. Sfruttando una strada non conosciuta ai turchi, i russi riuscirono a occupare dapprima la fortezza di Doğubeyazıt il 30 aprile e, con maggiore dispendio di energie e di uomini, quella di Ardahan il 17 maggio. Kars fu in questo modo isolata dai centri logistici turchi di Batumi (sul Mar Nero) e di Erzerum, consentendo agli attaccanti di preparare l'assedio della fortezza che si preannunciava però lungo e difficile.
Il capo delle forze turche nella regione, inoltre, Ahmed Muhtar Pascià, temendo di venire chiuso a Kars aveva pensato di ritirare a Erzerum parte delle sue truppe, le quali si erano trincerate in una posizione fortificata lungo il percorso. Costituendo un pericolo per gli assedianti di Kars, tali truppe vennero attaccate dai russi il 25 giugno nella battaglia di Kızıl Tepe, che vide la pesante sconfitta degli assalitori. Per la prima volta dall'inizio della guerra i russi soffrirono perdite rilevanti (897 uomini fra morti e feriti), tali da rimandare la prosecuzione della campagna fino all'arrivo dei rinforzi.

## Le operazioni russe oltre il Danubio (luglio-novembre 1877)

### La guerra sui monti Balcani
Secondo le più moderne teorie militari vigenti negli ambienti dell'esercito russo era ormai superata la tesi secondo cui era necessario conquistare ogni fortezza e presidiarla. L'idea era ora quella di raggiungere il più rapidamente possibile il Bosforo con 150000 uomini, ma per farlo i russi avevano bisogno di attraversare i monti Balcani che percorrono da est verso ovest la Bulgaria.

#### La conquista russa del passo di Šipka

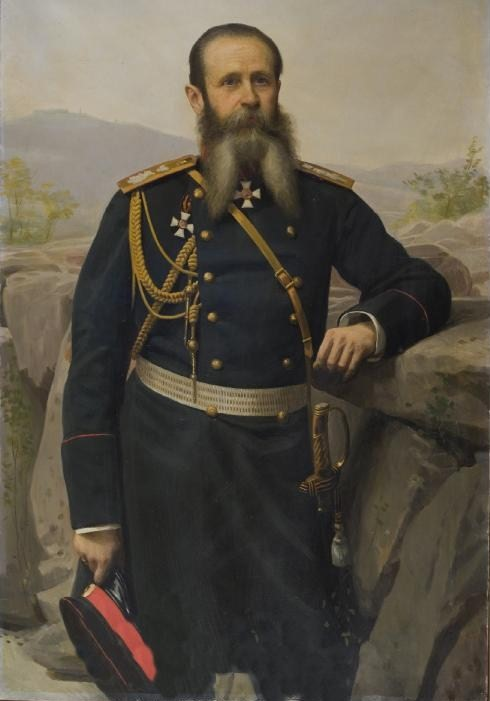
Il generale russo Iosif Vladimirovič Gurko fu uno dei protagonisti della Campagna russa in Bulgaria.

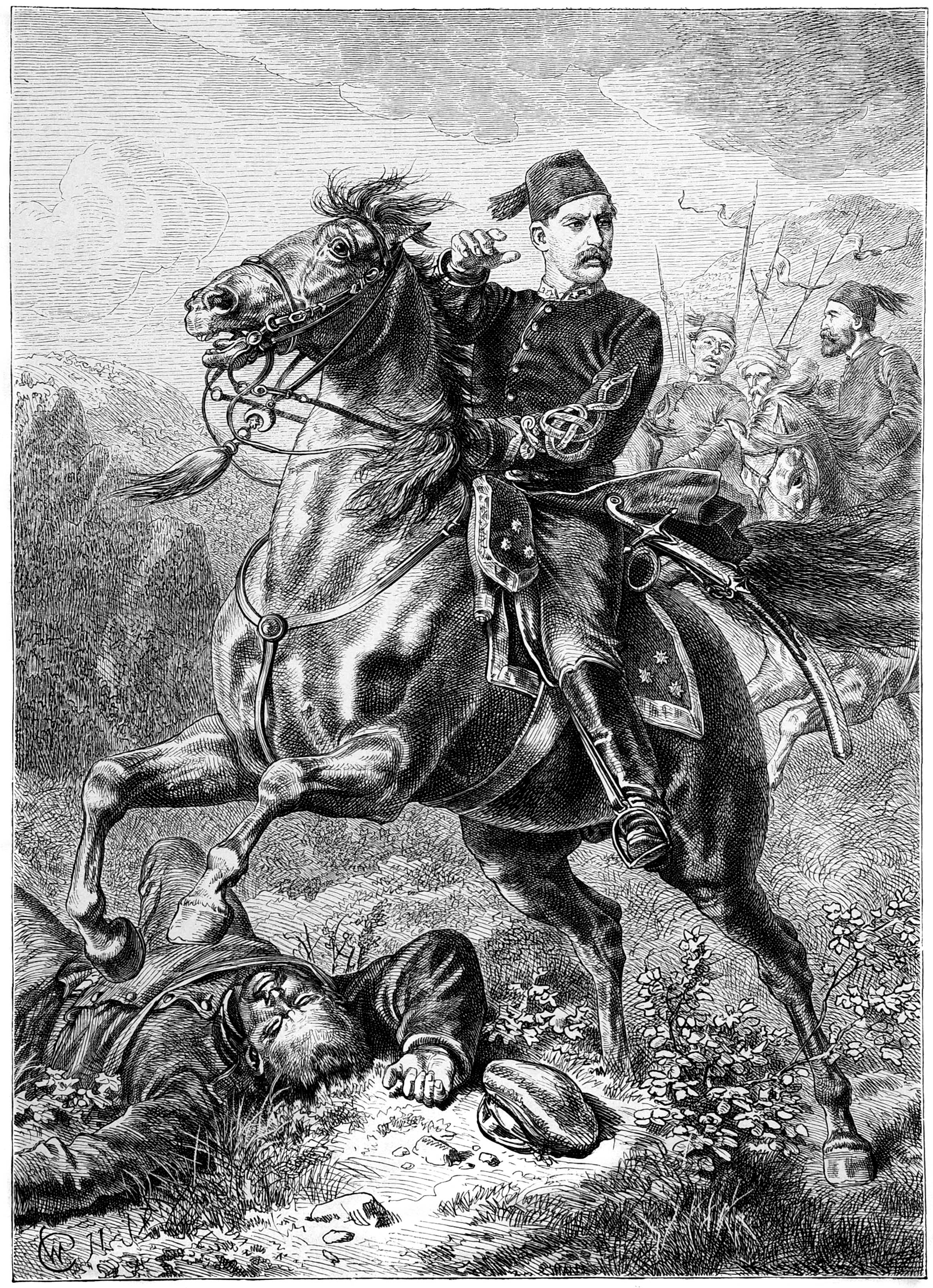
Dopo la conquista russa del passo di Šipka, Sulayman Pascià fu nominato comandante delle forze turche nei Balcani.

Il granduca Nicola dispose che un'avanguardia particolarmente agguerrita, agli ordini del generale Iosif Vladimirovič Gurko, si assicurasse il passaggio dei monti Balcani con la conquista di Tărnovo e Sevlievo, entrambe poco presidiate dai turchi. Il 7 luglio 1877, l'antica residenza degli zar bulgari, Tărnovo, dopo un combattimento di scarsa importanza fu conquistata. Tale successo consentì agli uomini dello Zar di accedere alla strada che conduce al passo di Šipka, di fondamentale importanza strategica per il controllo della Bulgaria.
Quando Gurko seppe che il suddetto passo era anch'esso poco difeso e che i passi vicini erano sguarniti, decise di raggiungere questi ultimi, passarli, e assalire il passo di Šipka alle spalle. Fra il 12 e il 17 luglio i russi conquistarono i passi secondari e, nonostante un mancato coordinamento con la forze che attaccarono il passo di Šipka da nord, i russi poterono constatare il 19 che i turchi, abbandonata l'artiglieria, si erano ritirati. Il passo di Šipka fu conquistato e immediatamente disposto alla migliore difesa. A seguito di quest'ultima sconfitta il comandante turco delle forze nei Balcani, Abdülkerim Nadir Pascià, fu deposto e sostituito con Sulayman Pascià.
Con i russi che sembravano poter dilagare a sud dei Balcani, Sulayman riunì le forze e, al prezzo di 1500 fra morti e feriti, riuscì il 30 luglio a battere i soldati di Gurko a Eski Zagra (oggi Stara Zagora). I russi e i volontari bulgari, persi oltre 1900 uomini, dovettero ritirarsi a nord e poterono conservare solo il passo di Šipka e gli altri minori vicini.

### Le difficoltà dell'avanzata russa
Mentre il centro dell'avanzata russa aveva superato il Danubio e si era spinto fino ai monti Balcani, l'ala sinistra e quella destra rimanevano presso il confine della Romania efficacemente contrastate dai turchi. L'ala sinistra doveva conquistare Rustciuk (oggi Ruse) ed era comandata dal principe ereditario, il granduca Alessandro, le cui truppe aggirarono la città da ovest e da sud, ma non procedettero all'assedio perché l'artiglieria tardava ad arrivare. Di contro, le manovre offensive del generale turco Mehmet Ali Pascià impegnarono i russi a sud di Rustciuk con alterne vicende fino a settembre inoltrato.

#### La prima e la seconda battaglia di Pleven

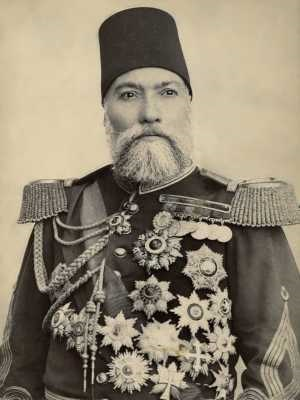
Il comandante turco Osman Nuri Pascià tenne sotto scacco l'esercito russo-rumeno alle porte di Pleven per quasi cinque mesi.

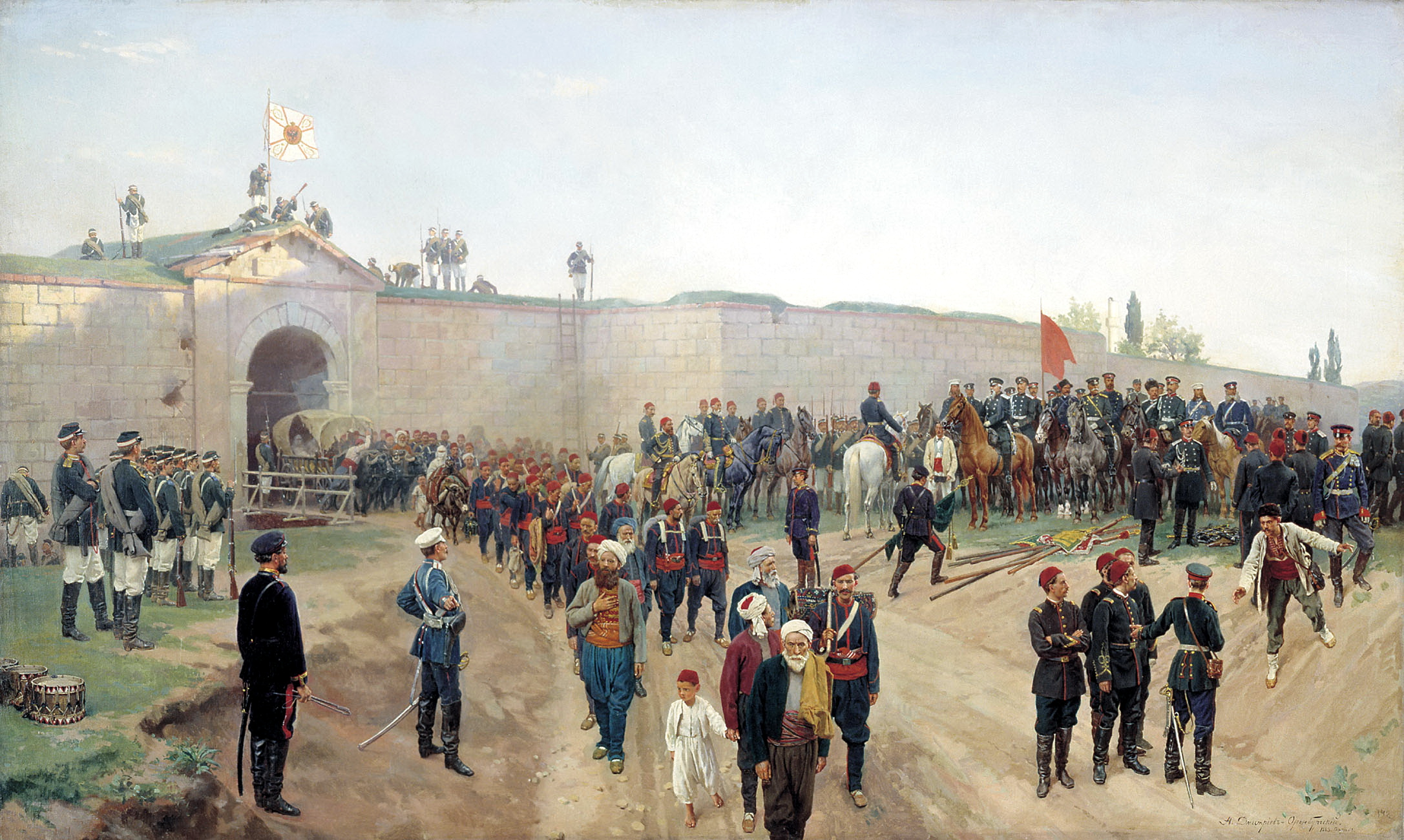
La resa dei turchi a Nicopoli il 16 luglio 1877.

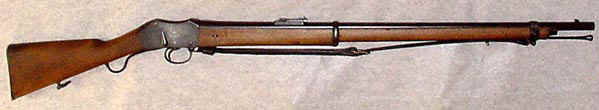
Il fucile inglese Martini-Henry utilizzato dai turchi durante il conflitto.

L'ala destra dell'avanzata russa, intanto, che aveva per obiettivo Nicopoli, sul Danubio, si trovava molto in ritardo. Le operazioni contro la fortezza turca procedevano con tanta difficoltà che il granduca Nicola chiese l'aiuto della Romania. Quest'ultima aveva inizialmente offerto l'intervento del suo esercito ma lo stato maggiore russo lo aveva rifiutato. Il principe Carlo di Romania, che già pensava ai compensi che avrebbe ottenuto al tavolo della pace, accettò la richiesta e appoggiò i russi che nella battaglia di Nicopoli  del 16 luglio 1877 conquistarono la città. I turchi lamentarono 6000 prigionieri oltre a una perdita di circa 1000 uomini; perdite anche maggiori subirono i russi.
Il generale turco Osman Nuri Pascià arrivò troppo tardi con i rinforzi per Nicopoli e decise di ritirarsi a Pleven, una quarantina di chilometri a sud. Questa località era in un'ottima posizione strategica, collocata com'era alla confluenza di due fiumi e circondata dalle colline. Pleven era inoltre un importante nodo stradale per Nicopoli, Rustciuk, Plovdiv (Filippopoli) e Sofia. L'attacco russo sulla città, comandato dal generale Nikolaj Pavlovič Kridener, iniziò la mattina del 20 luglio, ma fu condotto senza un'adeguata preparazione, in modo scoordinato e con forze insufficienti. Così, nel timore di essere tagliati fuori da forze turche uscite da Pleven, i russi alle 11,30 si ritirarono perdendo oltre 2800 uomini (1/3 delle forze coinvolte, quasi la metà di quelle combattenti). Era iniziata la serie di battaglie che porta il nome di assedio di Pleven e che terminerà nel dicembre del 1877.
Nei giorni successivi entrambi gli schieramenti cercarono di raccogliere truppe attorno e a difesa della città, così che i turchi alla fine di luglio, oltre ad averne rinforzato i capisaldi, contavano per la difesa di Pleven su 60000 uomini. Dall'altro lato, nonostante avessero raccolto poco più di 35000 uomini, i russi il 30 luglio mossero all'attacco. Trincerati su più linee difensive, armati di fucili inglesi Snider-Enfield e Martini-Henry, i turchi fecero strage degli assalitori che furono alla fine respinti. Anche nella seconda, come nella prima battaglia di Pleven, la sconfitta dei russi non si trasformò in una catastrofe per l'esitazione turca a contrattaccare vigorosamente. Le perdite russe furono tuttavia ingenti: oltre 7300 uomini fra morti, feriti e dispersi; mentre, nel timore di rappresaglie turche, una grande quantità di profughi bulgari invase le strade e passò faticosamente il Danubio verso nord a Svištov.

#### I rumeni e la terza battaglia di Pleven

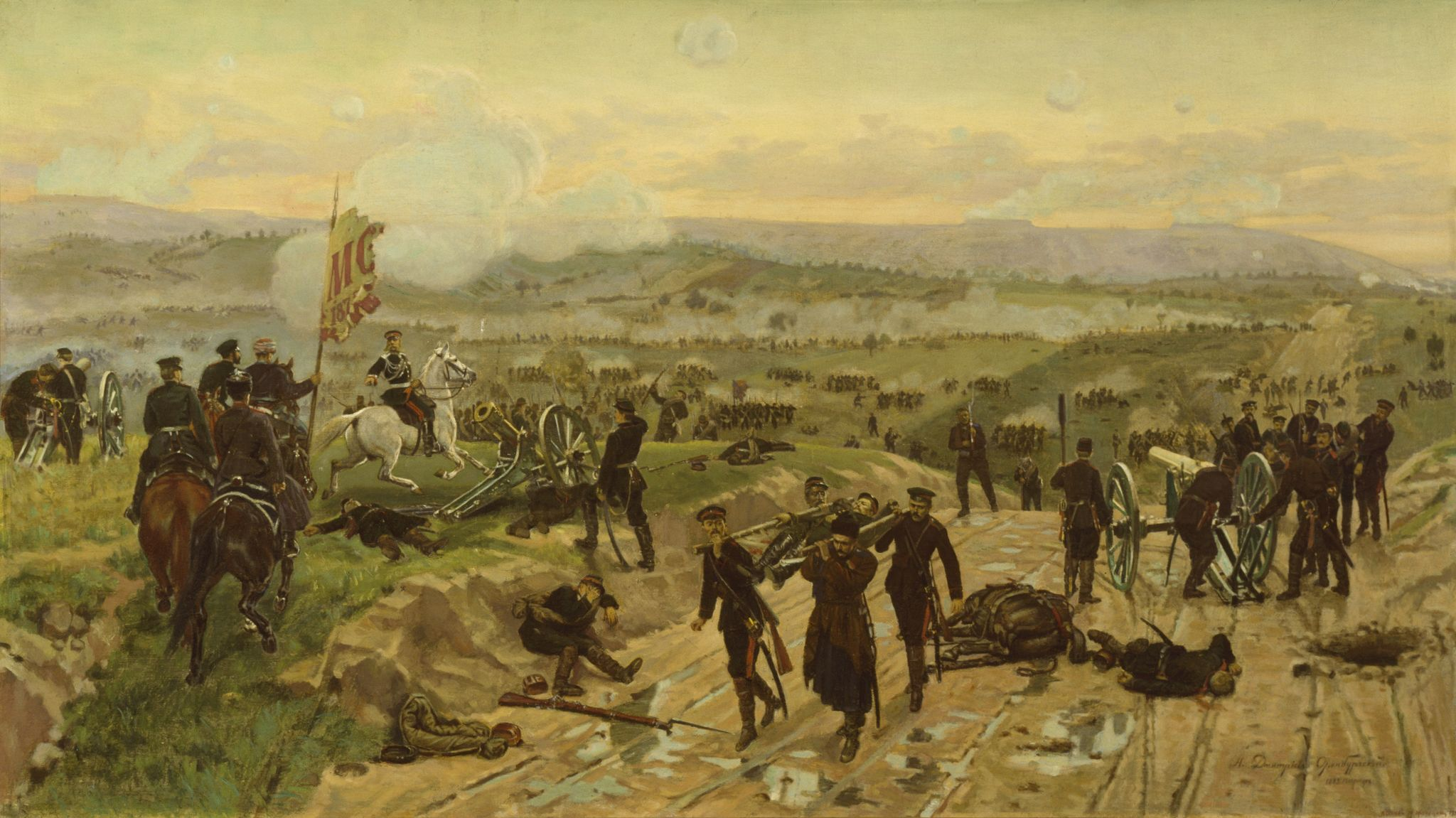
Le retrovie russe durante il bombardamento alle fortificazioni di Pleven che precedette l'attacco russo-rumeno dell'11 settembre 1877.

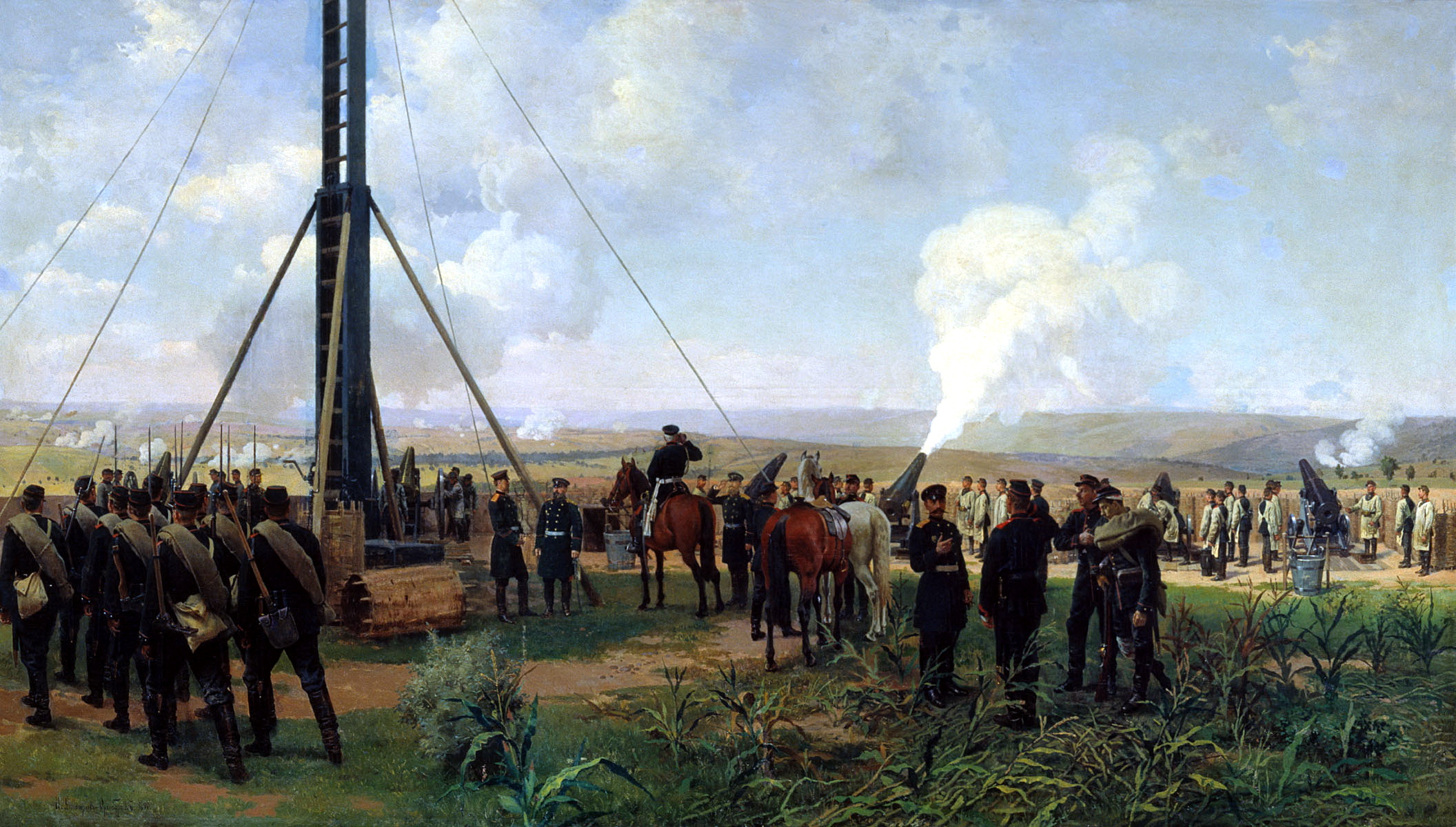
Il bombardamento d'artiglieria russo e rumeno su Pleven non ottenne l'effetto sperato: L'attacco che seguì fu sanguinosamente respinto dai turchi.

Sfumata la possibilità di una veloce campagna militare, già il 23 luglio 1877, Alessandro II di Russia aveva ordinato la mobilitazione di altri 188000 uomini delle riserve. Egli decise, inoltre, di chiedere un consistente aiuto ai rumeni e, nello stupore del proprio stato maggiore, di assegnare al principe Carlo il comando dell'esercito russo davanti a Pleven.
I rinforzi della Romania arrivarono abbastanza rapidamente e il 4 settembre l'armata alleata occupò nuove posizioni, contando ora su 65000 uomini (di cui 35000 rumeni). Il principe Carlo era dell'idea di porre un assedio regolare alla città, per il quale però egli prevedeva di utilizzare non meno di 100000 uomini. Ma i russi erano impazienti di attaccare e si avvicinava la cattiva stagione. Carlo allora cedette, a patto che l'assalto sarebbe stato preceduto da un bombardamento delle artiglierie per indebolire le posizioni turche.
A partire dalla mattina del 7 settembre i cannoni russi e rumeni cominciarono a bombardare regolarmente Pleven fino al 10. L'11 alle ore 15, benché fosse abbastanza chiaro che il bombardamento non aveva ottenuto l'esito sperato, russi e rumeni attaccarono. Gli alleati si trovarono di fronte a ostacoli naturali che non avevano previsto; inoltre la colonna russa che doveva appoggiare i rumeni si perse nella nebbia e attaccò con ritardo. Solo di notte, in alcuni punti, gli alleati ebbero ragione della difesa nemica, ma alla fine furono ancora respinti e le loro perdite enormi: i russi contarono circa 16000 uomini fuori combattimento e i rumeni 5000; sull'altro fronte le perdite turche ammontarono a 8-10000 uomini.
Il 18 i rumeni attaccarono nuovamente un avamposto e furono ricacciati con gravi perdite. Il principe Carlo dispose allora l'armata in atteggiamento difensivo, mentre la scoperta che dalla strada per Sofia i turchi introducevano a Pleven qualsiasi tipo di rifornimento, convinse definitivamente il comandante che senza un accerchiamento completo sarebbe stato impossibile impadronirsi della città. Dello stesso avviso fu il generale russo Ėduard Ivanovič Totleben, veterano dell'assedio di Sebastopoli della guerra di Crimea, che fu chiamato a far parte dello stato maggiore alleato. A ottobre infine arrivarono i rinforzi russi, con i quali tutta la macchina dell'assedio entrò in una nuova fase operativa.

#### La difesa russa del passo di Šipka

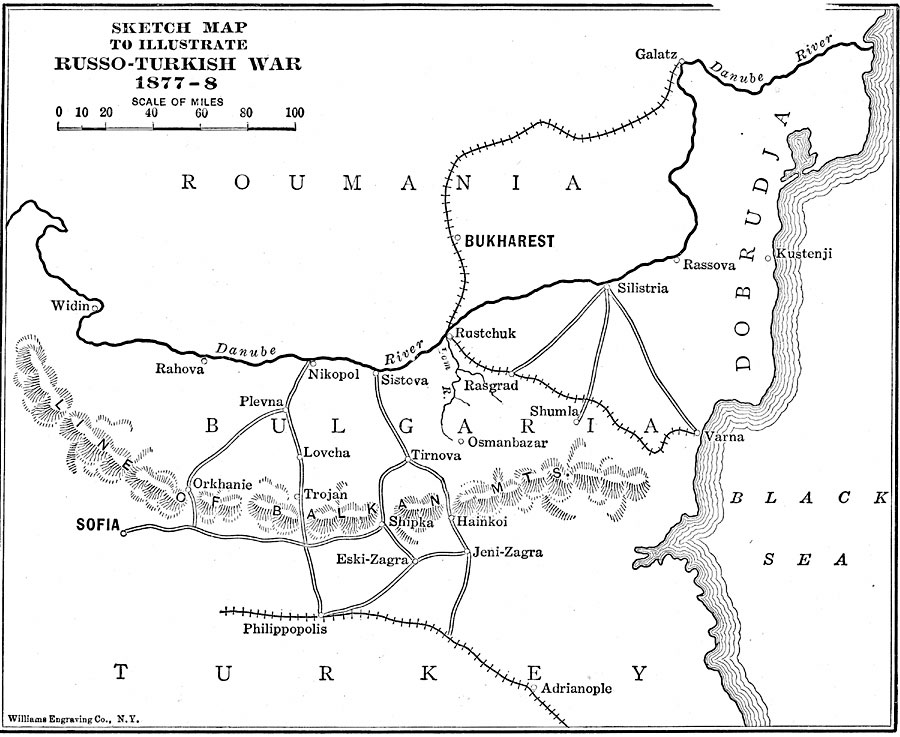
La zona delle operazioni a sud del Danubio.

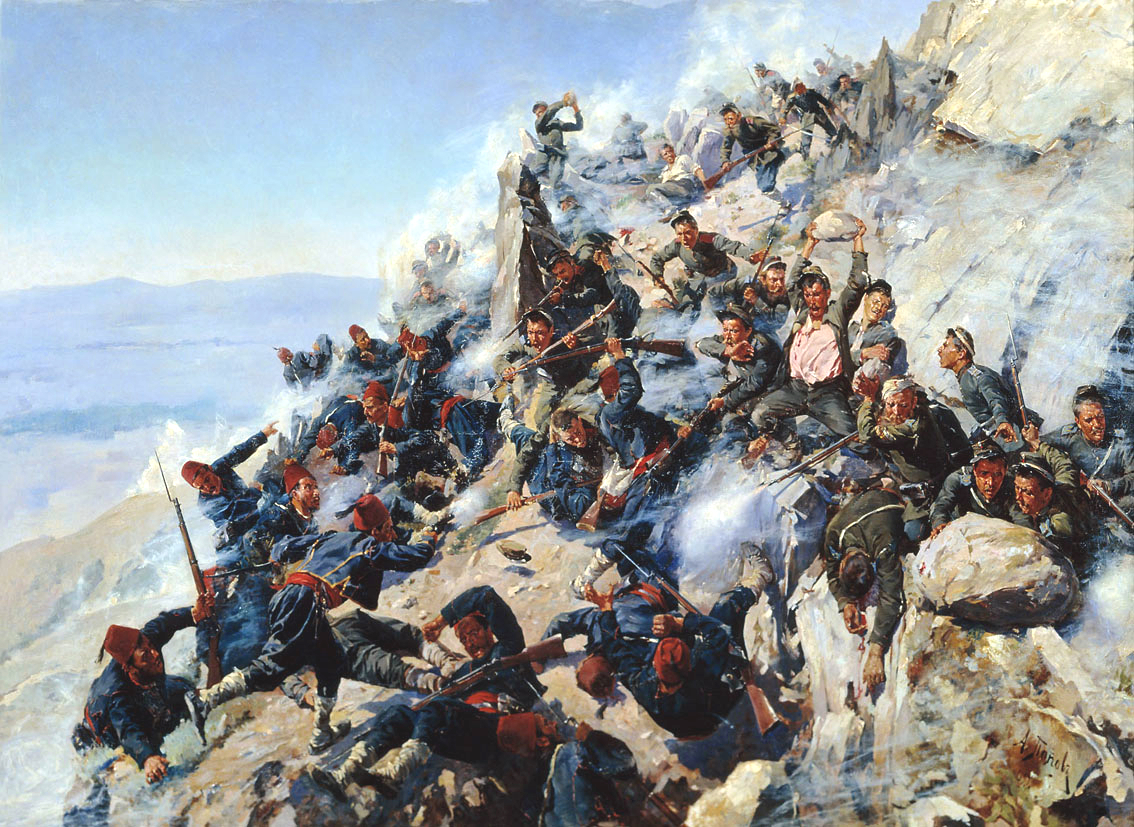
Russi e volontari bulgari difendono strenuamente il passo di Šipka, di importanza strategica per il controllo della Bulgaria.

Mentre a Costantinopoli, di fronte alle attuali difficoltà, si considerava l'ipotesi di lasciare ai russi il passo di Šipka, il comandante turco dell'armata dei Balcani, Sulayman Pascià, restò fermo nella convinzione che si dovesse attuare il congiungimento delle armate a nord dei monti Balcani. Ciò lo portò alla decisione che il passo di Šipka dovesse essere riconquistato.
Quando il 20 agosto 1877 i russi si accorsero delle intenzioni di Sulayman, il generale Fëdor Radeckij inviò da Tărnovo tutte le sue truppe verso il punto minacciato, ma il percorso prevedeva due giorni di marcia e in questo lasso di tempo due soli reggimenti avrebbero retto l'urto delle forze turche. Gli uomini di Sulayman conquistarono subito delle cime vicine al passo di Šipka e dal 21 per i nove giorni successivi resistettero ai russi, ma d'altro canto, nonostante tutti gli sforzi, i turchi non riuscirono a conquistare il passo. Le perdite di Sulayman ammontarono a oltre 6700 uomini.
Un altro tentativo di prendere di Šipka fu fatto dai turchi il 16 settembre notte, quando gli assalitori furono in grado di impadronirsi del Monte San Nicola, vicino al passo; ma la mattina dopo i russi riconquistarono la posizione. L'attacco costò a Sulayman oltre 1200 uomini fra morti e feriti.
La preoccupante situazione a Pleven convinse comunque l'alto comando turco a nominare Sulayman comandante dell'armata del Danubio, incarico assunto il 3 ottobre, e poi il 10 novembre “generalissimo” di tutta la Rumelia, nell'accezione turca, e cioè di tutta l'attuale Bulgaria. Tuttavia Pleven era ormai completamente accerchiata dai russi, per cui gli ordini del nuovo comandante non sarebbero potuti più giungere agli assediati. Sulayman telegrafò quindi al gran visir İbrahim Edhem Pascià segnalandogli le grandi crudeltà commesse da ambo le parti e, in prospettiva dell'inverno, la necessità di ricorrere alla cooperazione della Gran Bretagna per una tregua; ma la guerra proseguì.

## La seconda fase della guerra in Asia (luglio-novembre 1877)

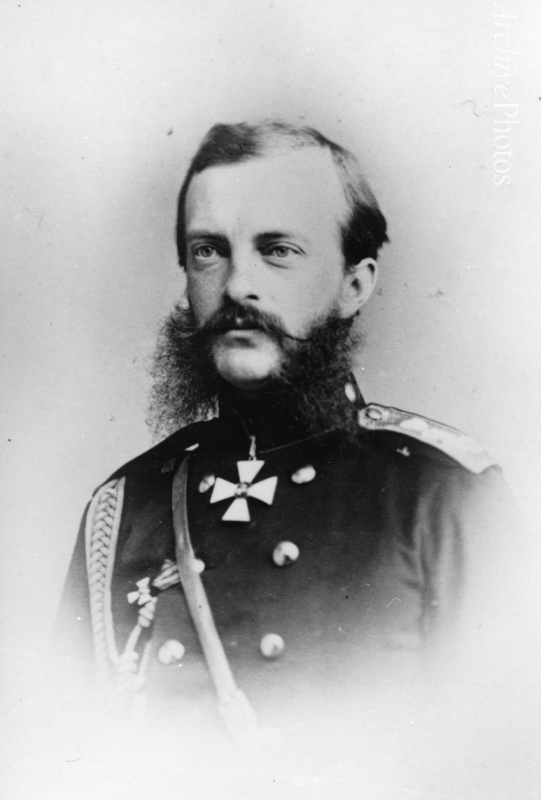
Il granduca Michele, fratello minore dello Zar, acquisì durante la guerra il comando dell'armata del Caucaso.

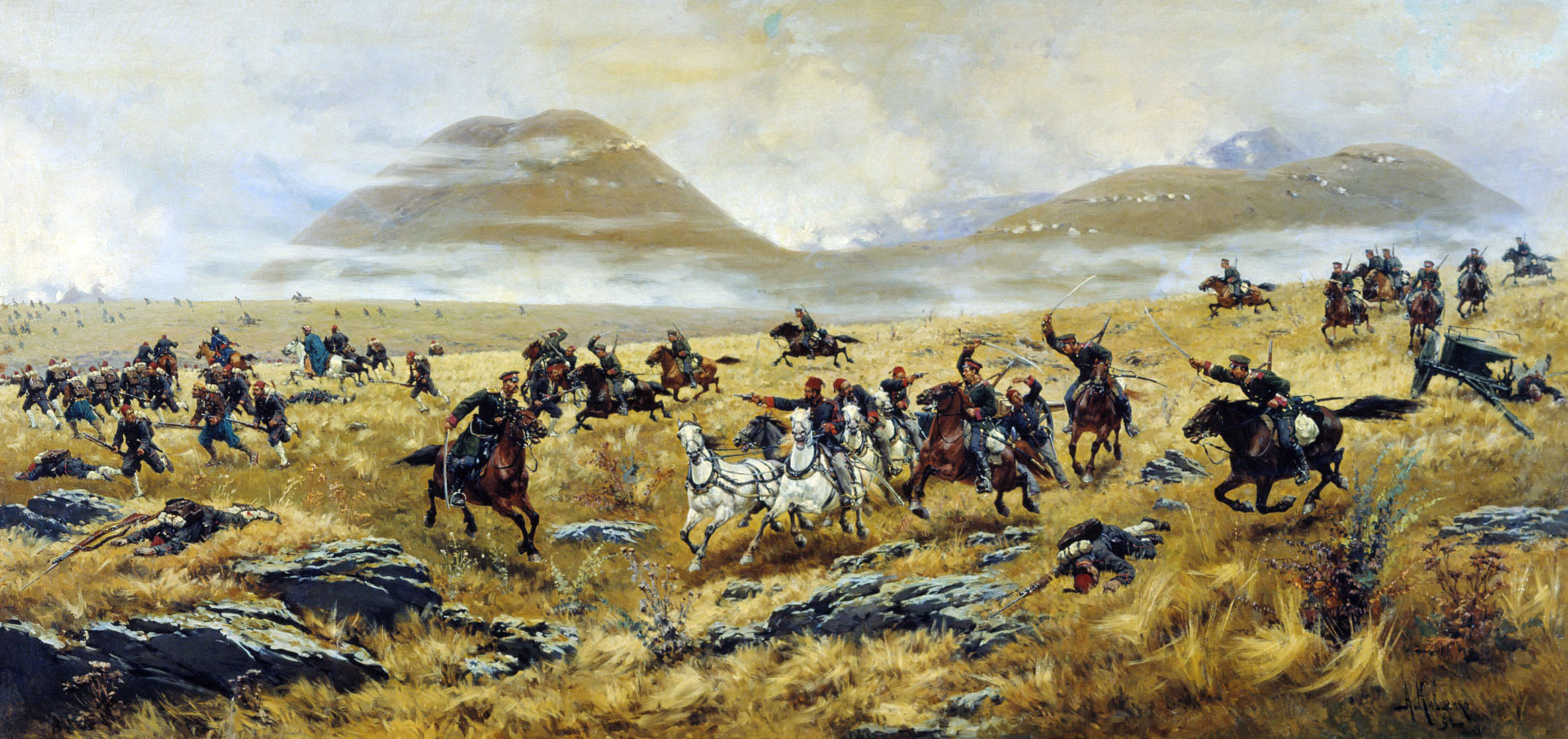
Scontro fra la cavalleria russa e quella turca nell'ottobre 1877 presso Kars.

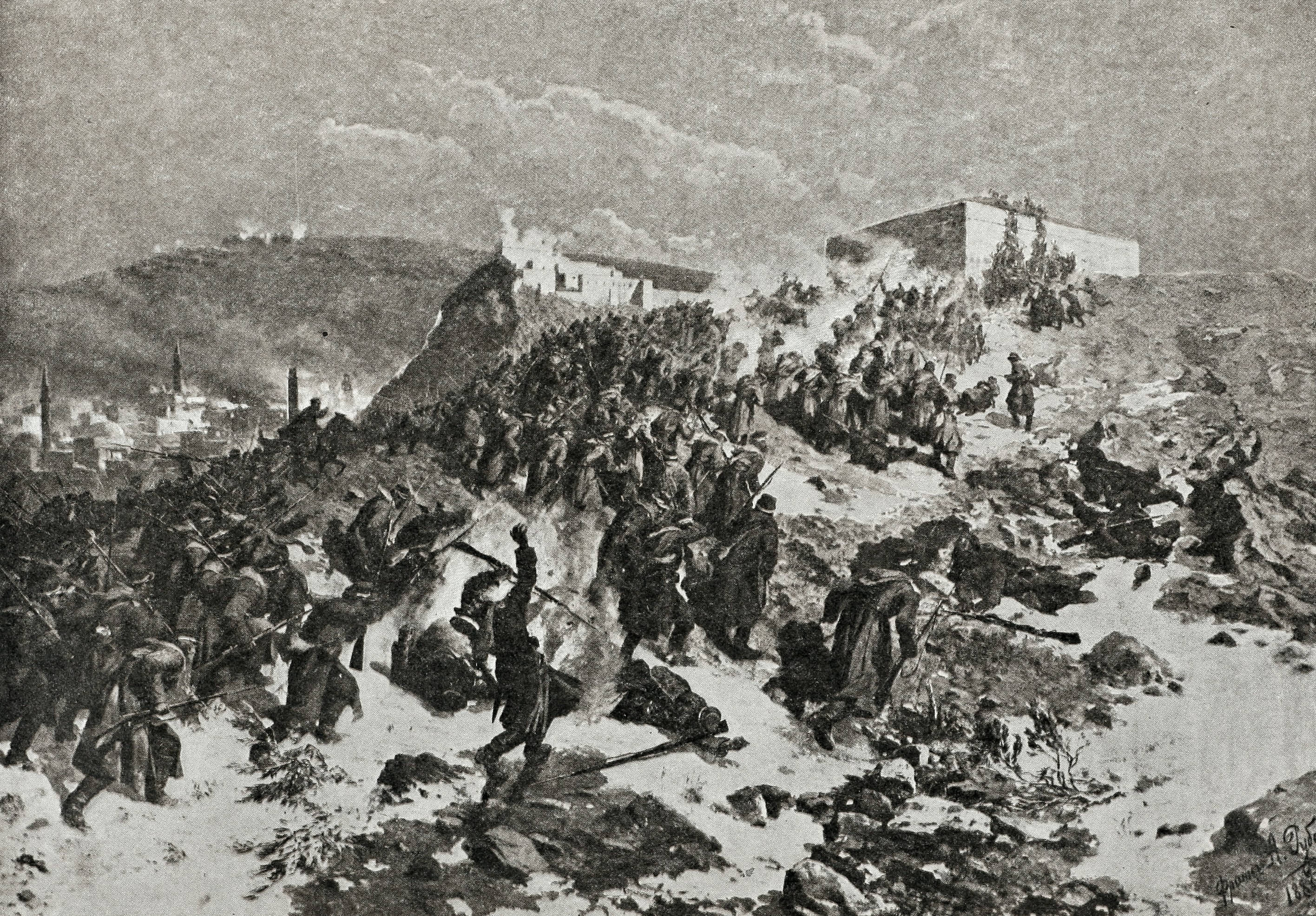
L'assalto russo alla fortezza di Kars durante la notte di plenilunio fra il 17 e il 18 novembre 1877.

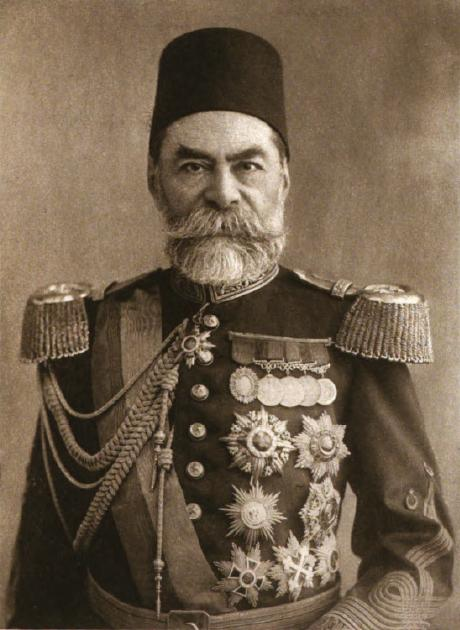
Il generale Ahmed Muhtar Pascià era il comandante delle forze turche in Anatolia.

Dopo la sconfitta subita nella battaglia di Kizil Tepe del 25 giugno 1877, i russi si predisposero sul confine caucasico in attesa di rinforzi. Riorganizzate le truppe, il granduca Michele che sin dal 25 agosto aveva preso il comando diretto dell'armata orientale, il 15 ottobre attaccò e sconfisse una guarnigione turca che si opponeva all'assalto della fortezza di Kars.

### La battaglia di Kars
Al generale russo Ivan Davidovič Lazarev venne affidato il compito di prendere la piazzaforte. Egli poteva disporre di circa 30000 uomini, contro i 25000 dei difensori. Nonostante l'esperienza di Pleven, Lazarev decise di attaccare subito, temendo il sopraggiungere del freddo e considerando che un assedio regolare avrebbe richiesto troppo tempo. Respinto il 5 novembre un attacco dei turchi, l'11 novembre i russi cominciarono un costante bombardamento della fortezza e nella notte di plenilunio fra il 17 e il 18 novembre attaccarono. Nonostante le precauzioni russe mancò l'effetto sorpresa e i turchi si batterono fino alla mattina del giorno dopo, nei forti, sulla riva sinistra del fiume (che ha lo stesso nome della città) e nelle strade in una serie contemporanea di attacchi e contrattacchi notturni.
La mattina in mano dei difensori rimaneva solo la cittadella, ovvero il nucleo difensivo della fortezza, la quale avrebbe potuto resistere a lungo. I turchi invece decisero di raccogliere le loro truppe sulla riva sinistra del fiume e aprirsi una via per la strada di Erzerum. Qui però furono intercettati dalla cavalleria russa e costretti in gran parte alla resa. Il 18 novembre il granduca Michele fece il suo ingresso nella fortezza. La battaglia di Kars costò ai turchi la cattura di 300 cannoni, 17000 prigionieri e circa 5300 fra morti e feriti. I russi lamentarono circa 3000 fra morti e feriti.

### I russi alle porte di Erzurum
Anche nelle vicinanze di Erzurum le cose avevano preso per i turchi una piega sfavorevole: il comandante delle forze in Anatolia, Ahmed Muhtar Pascià, dopo la sconfitta di Alagia decise di ritirarsi fino alla forte posizione del passo di Deve Boyoun dove, il 4 novembre, i russi lo attaccarono. All'inizio i turchi combatterono valorosamente, ma poi la loro ala destra fu travolta da un attacco combinato della fanteria, della cavalleria e dell'artiglieria nemica.
Quando i soldati turchi in fuga furono alle porte di Erzerum, quasi non poterono entrare per l'ostilità della popolazione locale che era composta da varie etnie; tanto che i russi avrebbero potuto penetrare in città nella notte se solo non avessero avuto bisogno di riposo. Nonostante le gravi perdite, Muktar non si perse d'animo e allestì le difese di Erzerum grazie a nuove truppe arrivate da Trebisonda e dall'Asia Minore. Ma la popolazione gli chiese di consegnare la città ai russi e questi ultimi gli intimarono a loro volta la resa. Muktar rifiutò entrambe le richieste e, per non rimanere intrappolato a Erzerum, si ritirò a Bayburt, verso Trebisonda, mentre il rigido inverno di quelle zone impediva ai russi di prendere l'iniziativa. Erzerum, con un debole presidio turco, fu infatti occupata solo in seguito all'armistizio: il 21 febbraio 1878.

## L'avanzata russa verso Sofia e Adrianopoli (inverno 1877-78)

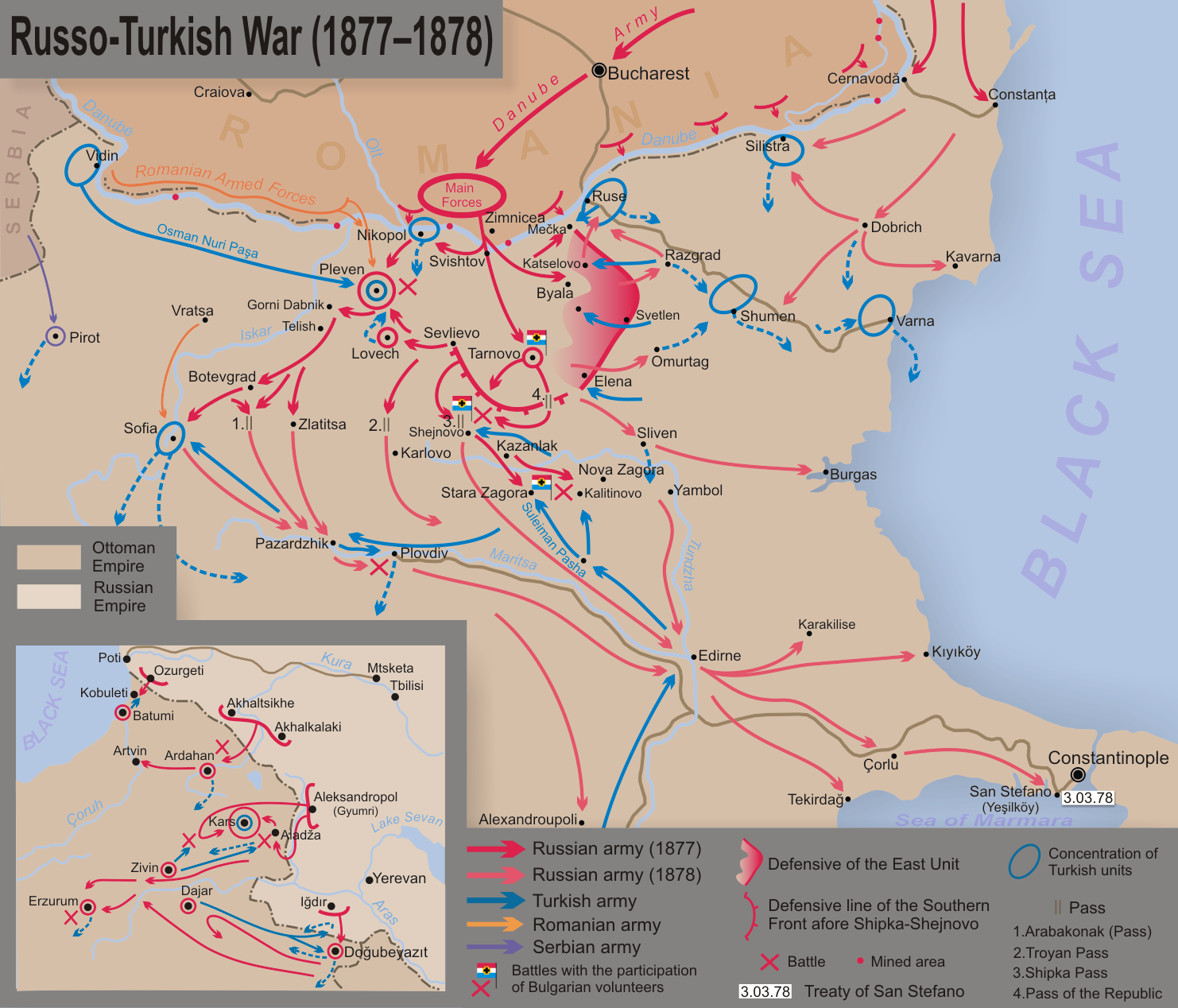
La campagna russa del 1877-1878, dal Danubio alle porte di Costantinopoli.

Isolata completamente Pleven, che il 19 ottobre 1877 aveva respinto un ulteriore attacco rumeno, e arrivati i rinforzi russi che facevano salire a non meno di 125000 gli uomini nella zona dell'assedio, il generale Iosif Gurko ricevette l'ordine di avanzare nella direzione di Sofia, al fine di tagliare fuori il difensore di Pleven, Osman Pascià, da ogni collegamento con la zona dei monti Balcani..
Le forze di Gurko, consistenti in circa 30000 uomini, furono aiutate nel loro tentativo dalle forze rumene del principe Carlo che distrassero i turchi con una diversione sulla riva destra del fiume Vit, presso Pleven. Ai rumeni toccò anche il compito di tagliare fuori Pleven da qualsiasi tentativo di rinforzi dalla parte orientale, e precisamente di impadronirsi della città fortificata di Rahova (oggi Oryahovo), sul Danubio. Il 20 novembre, vistosi minacciato, il presidio turco della città uscì dirigendosi a ovest per passare i fiumi Skit e Ogosta, affluenti di destra del Danubio. Ma un piccolo presidio rumeno riuscì a resistere sul ponte del primo fiume a 2000 turchi che, inseguiti dal grosso delle forze rumene, furono costretti a passarlo a guado abbandonando i carri e morendo in gran numero. A mezzogiorno i soldati del principe Carlo entravano a Rahova, entusiasticamente accolti dalla popolazione bulgara.

### La quarta e ultima battaglia di Pleven

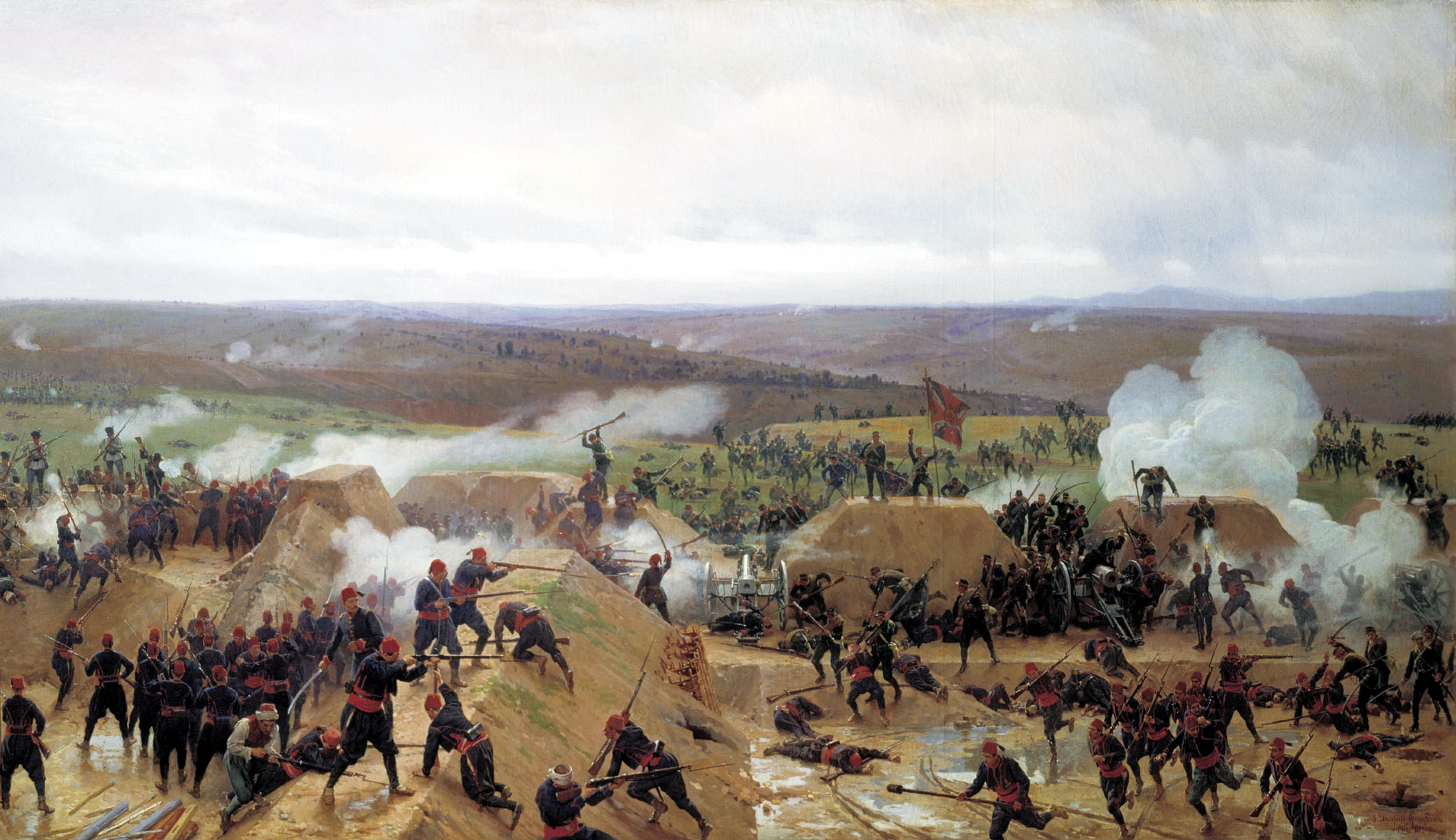
L'attacco russo presso il bastione turco di Grivitsa durante l'ultima battaglia di Pleven.

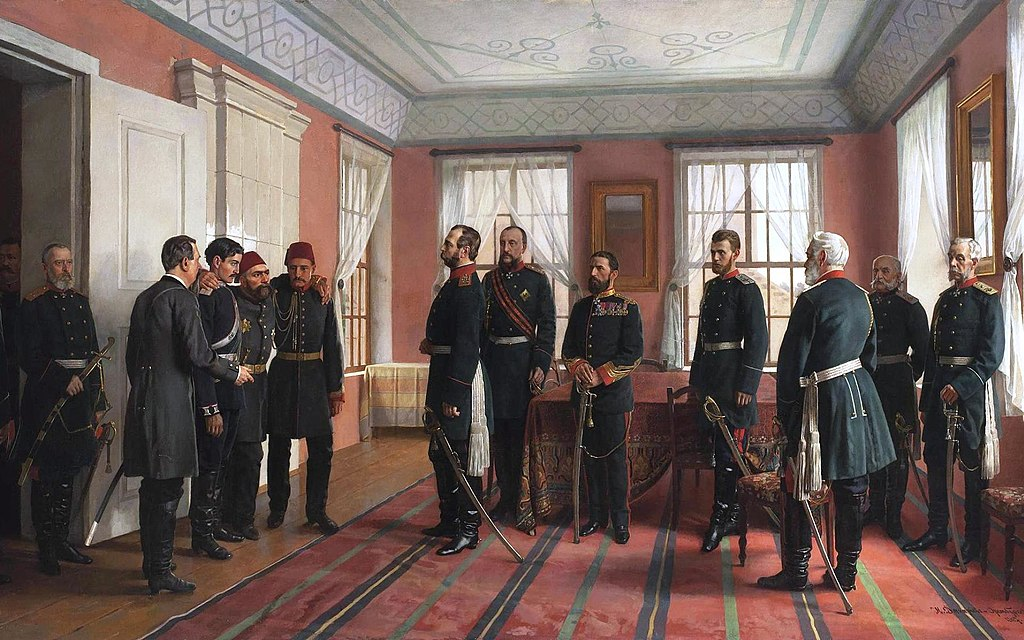
La resa del difensore di Pleven Osman Pascià (a sinistra) ferito, ricevuto dallo zar Alessandro II (di fronte a lui). A destra di quest'ultimo, in secondo piano, il granduca Nicola e il principe Carlo di Romania.

Intanto a Pleven, la circonferenza della linea di accerchiamento russo-rumena si estendeva ormai per 75 chilometri. Il granduca Nicola intimò la capitolazione a Osman Pascià che il 19 novembre rispose di essere disponibile solo a ritirarsi con i suoi uomini senza armi a Sofia o a Vidin, sul Danubio. Gli Alleati rifiutarono.
Il 27 gli approvvigionamenti a Pleven stavano per esaurirsi, Osman Pascià decise allora di tentare di rompere l'assedio attaccando con tutte le sue forze il nemico. Il 10 dicembre, guidata dal generale turco in persona, una prima parte dell'armata assediata consistente in circa 20000 uomini ebbe ragione della prima e la seconda linea russa. Ma della seconda parte dell'armata turca che doveva intervenire, di uguali dimensioni della prima, 8000 uomini furono fatti prigionieri nei loro forti dai rumeni e altri abbandonarono le loro posizioni. Osman Pascià fu così costretto dopo mezzogiorno a tentare di ritirarsi oltre il fiume Vit.
Fatto segno dell'artiglieria russa e rumena, inseguito, uccisogli il cavallo, ferito egli stesso, Osman Pascià alla fine si arrese consegnando al colonnello Mihail Cerchez (1810-1887) la spada d'onore donatagli dal sultano. Più tardi, sulla strada che dal ponte sul Vit conduce a Pleven, il principe Carlo incontrò la carrozza che conduceva Osman Pascià sconfitto. Il rumeno si avvicinò e strinse la mano al turco, riconoscendo così pubblicamente il suo valore.
L'11 dicembre, l'imperatore Alessandro II, il granduca Nicola e il principe Carlo fecero il loro ingresso solenne in città. A Osman Pascià, Alessandro riconsegnò personalmente la spada d'onore e al principe Carlo fu conferita la più alta onorificenza russa, l'Ordine di Sant'Andrea. Con la presa di Pleven caddero prigionieri degli Alleati oltre 43300 turchi. I russi lamentarono oltre 1700 fra morti e feriti; meno gravi, in proporzione, le perdite rumene.
Dopo lo scioglimenti dell'armata d'assedio di Pleven, i rumeni concentrarono la loro attenzione sulla fortezza di Vidin, sul Danubio, nella quale si erano rifugiati 12000 turchi con abbondanti mezzi di difesa. Nonostante più volte fosse sul punto di cedere, la fortezza si arrenderà solo il 23 febbraio 1878.

### L'entrata in guerra della Serbia

Il principe serbo Milan Obrenović, visto il volgere delle operazioni a favore dei russi, nel dicembre del 1877 dichiarò guerra alla Turchia.

Intanto, il 14 dicembre 1877, la Serbia, dichiarò nuovamente guerra alla Turchia. Diversamente dal Montenegro, infatti, che formalmente combatteva ancora nella guerra serbo-turca dal 1876, la Serbia era stata sconfitta e aveva chiesto la pace. Dopo la caduta di Pleven, però, il principe Milan Obrenović IV decise di intervenire per ottenere sul tavolo delle trattative la completa indipendenza dai turchi. La Serbia poteva disporre sulla carta di circa 70000 uomini, ma si trattava, principalmente di milizie.
Ciò nonostante, in pochi giorni i serbi, che avevano avuto il compito di proteggere l'ala destra dei russi, ottennero importanti vittorie. L'11 gennaio 1878 conquistarono la città di Niš, strenuamente difesa dai turchi che la possedevano dal 1386. Il bottino fu straordinario: 267 cannoni, 13000 fucili e 150000 ocche (pari a oltre 190 tonnellate) di polvere da sparo. D'altro canto i serbi persero nel combattimento quasi 1000 uomini. Colui che almeno nominalmente aveva diretto le operazioni, il principe Milan, fece il suo ingresso trionfale nella città quasi esclusivamente abitata da cristiani serbi.
Anche i montenegrini ripresero l'attività bellica e, di fronte ad un esercito turco sempre più debole, conquistarono il 10 gennaio Antivari e il 19 Dulcigno, ciò che avrebbe permesso loro, oltre che a ottenere l'indipendenza, anche a conquistarsi il tanto agognato sbocco sul mare.

### La quarta e ultima battaglia del passo di Šipka

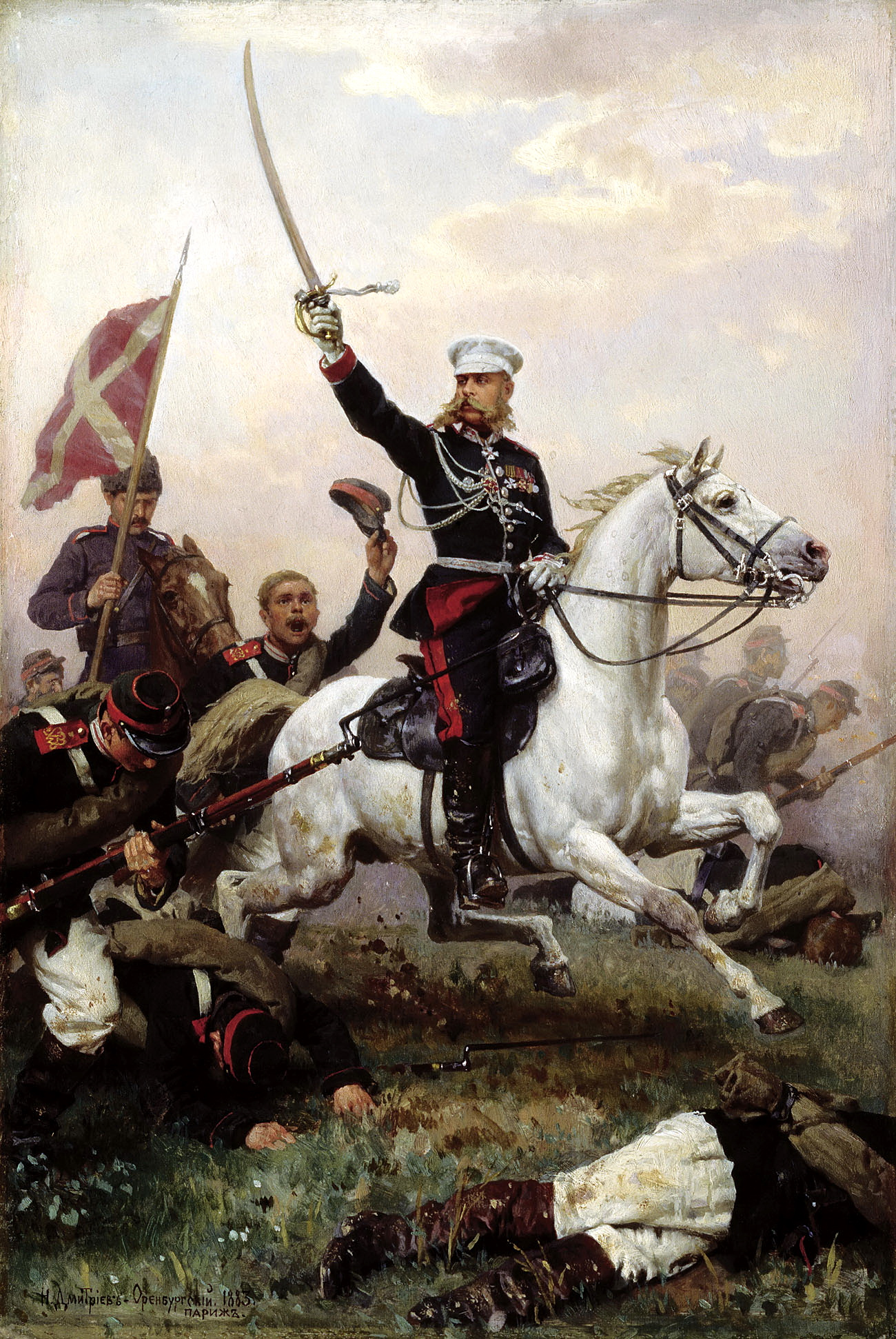
Il generale russo Michail Skobelev si distinse in diverse occasioni durante il conflitto, tra cui la battaglia finale per il passo di Šipka.

Dopo la presa di Pleven alcuni comandanti dell'esercito russo erano dell'avviso, visti i rigori dell'inverno,  di rimandare la campagna fino alla primavera successiva, ma il granduca Nicola decise che non si doveva dare alla Turchia il tempo di riprendersi. Fu quindi deciso di avanzare subito su Adrianopoli  (oggi Edirne), conquistata la quale Costantinopoli sarebbe stata a portata di mano. Le direttrici dell'attacco erano due: una da nord a sud attraverso i monti Balcani e il passo di Šipka; l'altra aggirante da ovest per incontrare i serbi, conquistare Etropole, Sofia, Filippopoli (Plovdiv) e infine raggiungere Adrianopoli.
L'armata del generale Iosif Gurko ebbe il compito di seguire la seconda direttrice e nel freddo intenso e nel nevischio, dopo alcuni scontri vittoriosi, il 4 gennaio 1878 entrò a Sofia, dove trovò una considerevole quantità di provviste. Proseguendo sulla strada per Filippopoli, l'armata occupò l'11 Ihtiman e il giorno 13 Pazardžik.
Alla notizia dell'entrata di Gurko a Sofia, il generale russo Fëdor Radeckij ricevette l'ordine di prendere l'offensiva sulla strada del passo di Šipka. Il suo Corpo d'armata raggiungeva i 60000 uomini, alcuni dei quali furono impiegati in manovre diversive per ingannare il nemico sul vero obiettivo dell'attacco. Il 9 gennaio i turchi furono assaliti frontalmente sulla strada del Passo. L'azione costò ai russi circa 1700 uomini, ma consentì a due delle loro colonne laterali di stringere più da vicino i turchi. Così che il generale ottomano Veissel Pascià, temendo di essere completamente circondato, alzò bandiera bianca. I russi fecero 32000 prigionieri, catturando 103 cannoni e un'ingente quantità di altro materiale. I turchi contarono inoltre 6000 fra morti e feriti; mentre le due colonne laterali russe attaccanti, una delle quali era comandata dal famoso generale Michail Dmitrievič Skobelev, accusarono complessivamente la perdita di 3400 uomini. La strada per la conquista di Adrianopoli era aperta.
Quando la notizia della sconfitta definitiva al passo di Šipka arrivò a Costantinopoli, il sultano Abdul Hamil II incaricò il Ministero della guerra di chiedere un armistizio. Ma ai russi la richiesta apparve prematura, avendo loro tutto l'interesse, prima di iniziare i negoziati di pace, a occupare la maggior parte possibile di territorio nemico e di avvicinarsi il più possibile a Costantinopoli.

## La fase finale della guerra (gennaio-marzo 1878)

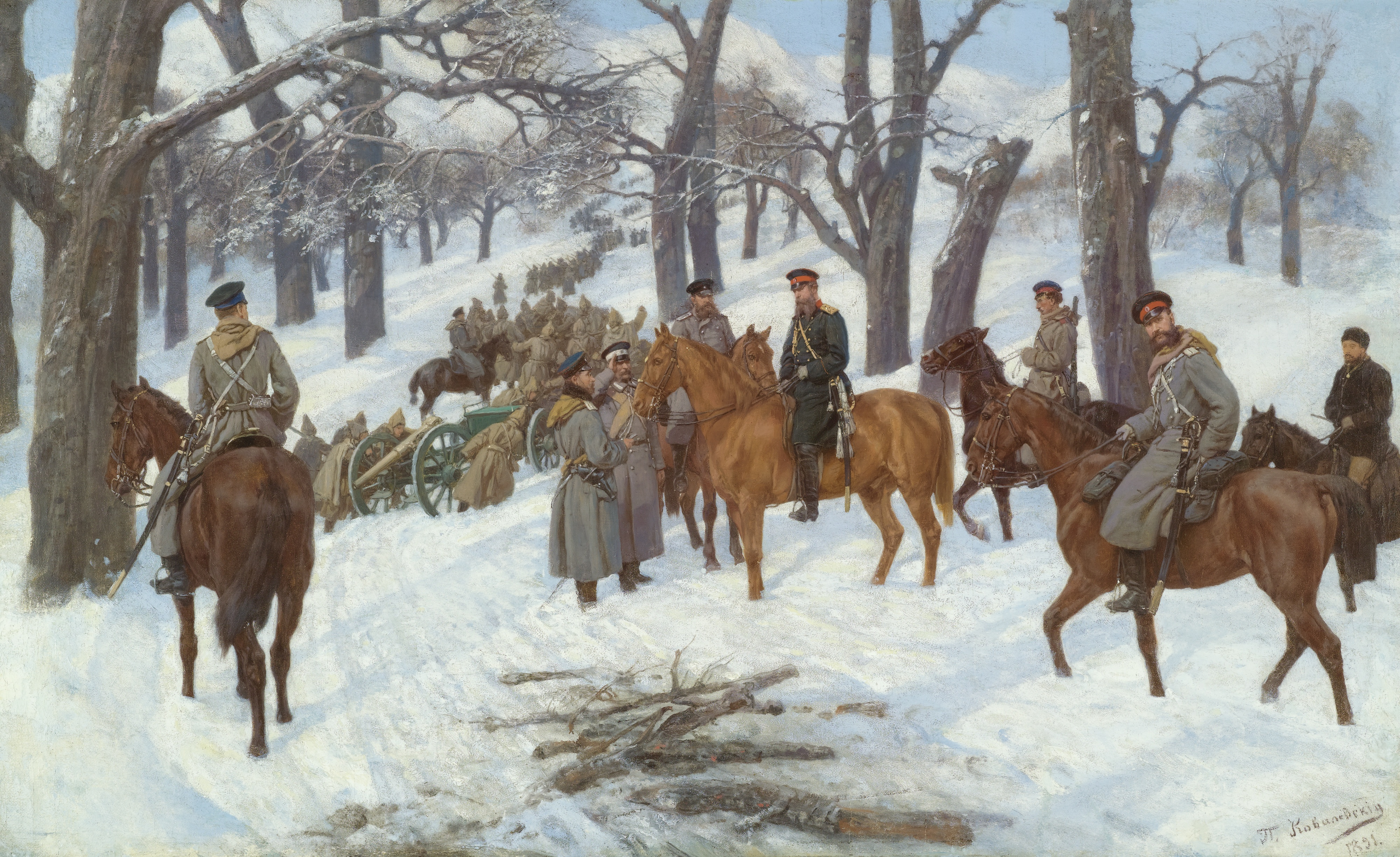
Il generale russo Iosif Gurko (al centro) comandò l'offensiva russa nei Balcani nell'inverno 1877-1878.

L'avanzata del Corpo d'armata di Iosif Gurko proseguiva intanto implacabile verso Filippopoli, presso la quale fra il 15 e il 17 gennaio 1878 i russi sconfissero ancora i turchi. La vittoria fu così schiacciante che i turchi si ritirarono al di là di Adrianopoli. Nella città la forte guarnigione presente avrebbe potuto resistere per molto tempo, ma il governatore di Adrianopoli dopo aver fatto saltare il magazzino delle polveri avrebbe dato il segnale della fuga che il generale Mehmet Ali Pascià avrebbe seguito.
Occupata Adrianopoli e sempre più vicini alla capitale Costantinopoli, i russi spinsero il governo turco a inviare dei plenipotenziari che incontrarono il granduca Nicola il 20 gennaio. Le negoziazioni terminarono il 31 gennaio, giorno in cui fu firmato il primo accordo sulle condizioni sostanziali della pace: la Bulgaria doveva diventare autonoma (ma ancora formalmente dipendente dal sultano) e inaccessibile ai soldati turchi; a Montenegro, Serbia e Romania la Turchia doveva riconoscere l'indipendenza e alla Bosnia ed Erzegovina un'amministrazione autonoma; la Turchia doveva inoltre indennizzare la Russia delle spese di guerra. Accettati dai plenipotenziari questi preliminari, il giorno stesso fu firmata la convenzione di armistizio. I combattimenti cessarono.

### La reazione della Gran Bretagna e la pace di Santo Stefano

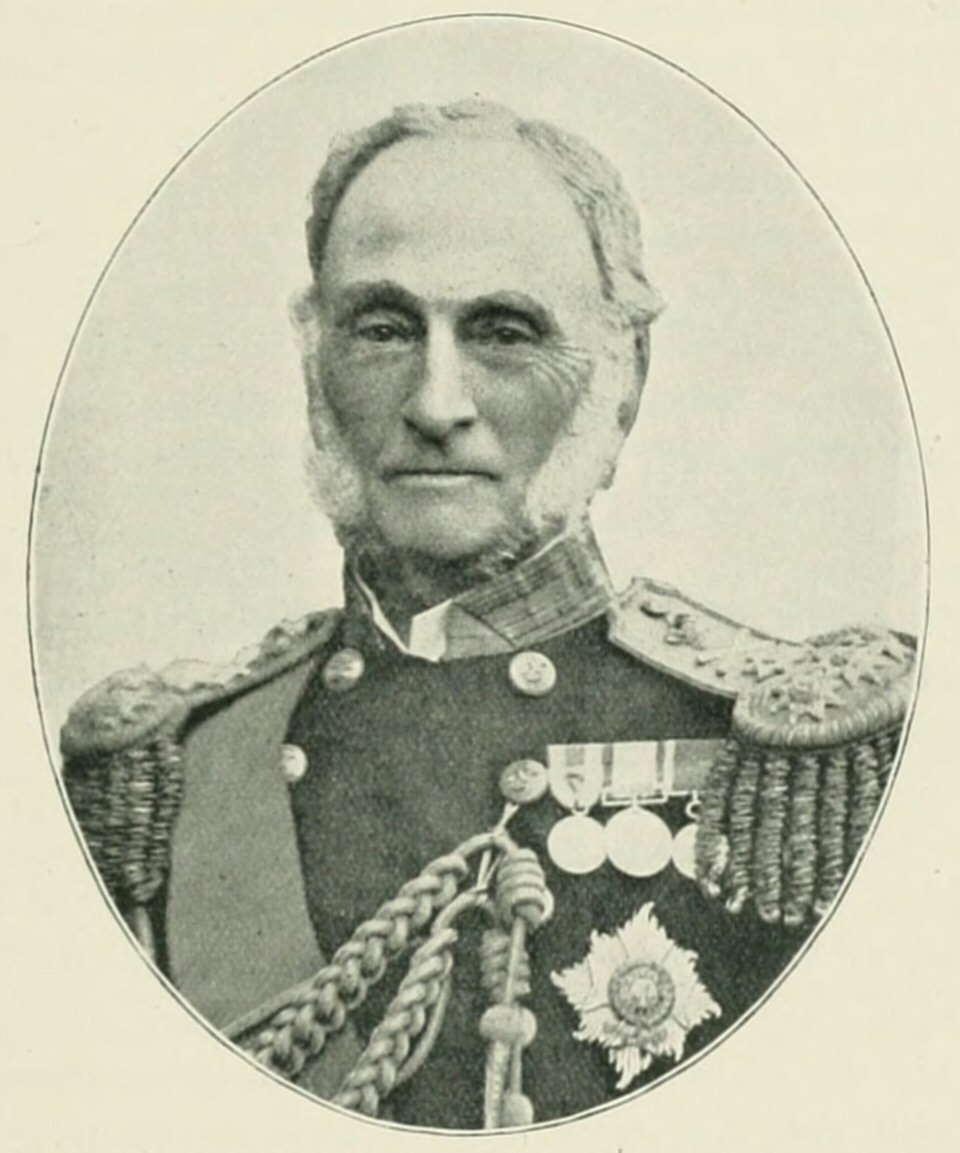
La guerra russo-turca si concluse con l'arrivo della flotta inglese nel Mar di Marmara comandata dall'ammiragio Geoffrey Phipps Hornby (1825-1895).

Nel giugno del 1877 sembrava che i russi potessero conquistare in poco tempo l'intera Turchia europea; ma poi si imbatterono in Pleven che non riuscirono a conquistare se non a dicembre, sbloccando così la campagna militare. In Gran Bretagna questi quattro mesi misero in secondo piano gli orrori perpetrati dai turchi sui bulgari, trasformando i turchi in eroi che resistevano coraggiosamente all'invasione.
In più la Gran Bretagna vedeva seriamente minacciate le sue rotte del Mediterraneo orientale dalla potenza che più riteneva pericolosa per il mantenimento del suo impero coloniale in Asia. Dopo la guerra franco-prussiana, inoltre, la Gran Bretagna non poteva più contare sulla Francia e ciò innervosì maggiormente gli inglesi.
A Londra, l'8 febbraio 1878 la Camera dei comuni, dopo un dibattito di diversi giorni, concesse un credito di 6 milioni di sterline per alcune misure che si sarebbero potute rendere necessarie a seguito degli avvenimenti della guerra russo-turca. Il 22 la Camera dei lord seguì l'esempio della Camera bassa e non appena il primo ministro Benjamin Disraeli ebbe notizia del testo dell'armistizio del 31 gennaio, fu dato ordine all'ammiraglio Geoffrey Hornby (1825-1895) di entrare con la sua flotta nel Mar di Marmara. Il 13 febbraio le navi inglesi gettarono l'ancora dinanzi alle Isole dei Principi, mentre il ministro degli esteri russo Aleksandr Gorčakov dichiarava che la Russia non era più condizionata dalla promessa di non occupare Costantinopoli.
Fatto sta che, nonostante i successi militari, la Russia era stremata e non era in grado di riprendere la guerra contro la Turchia, tanto meno impegnarsi anche contro la Gran Bretagna. La mattina del 24 febbraio il granduca Nicola giunse in treno a Santo Stefano (oggi Yeşilköy), a pochi chilometri da Costantinopoli, ricevuto dal ministro della guerra turco Mehmet Reuf Pascià per trattare la pace. Le trattative, basate comunque sull'accordo del 31 gennaio, si protrassero ancora per alcuni giorni e il 3 marzo 1878 venne finalmente firmato il trattato di pace.
Con la pace di Santo Stefano la Russia ampliava la sua sfera d'influenza in Europa a tutti i Balcani. La Bulgaria, che le doveva l'indipendenza, secondo il trattato diveniva uno degli Stati più grandi e potenti della regione. I suoi confini si estendevano dal Danubio al Mar Egeo, consentendo alla Russia, che avrebbe potuto contare anche sui porti montenegrini, di poter potenzialmente divenire una delle potenze navali del Mediterraneo. Le altre grandi nazioni europee protestarono (il Regno Unito denunciò il Protocollo di Londra che aveva firmato con l'Impero Russo l'anno precedente), tanto più che l'Austria, avendo assicurato la sua benevola neutralità nella guerra, contava sulla ricompensa della Bosnia ed Erzegovina. Il cancelliere tedesco Otto von Bismarck organizzò allora un congresso delle grandi potenze a Berlino che avrebbe, fra il giugno e il luglio 1878, sostanzialmente ridimensionato i successi diplomatici della Russia.